# Honda Accord
Honda Accord (укр. Хонда Аккорд) — автомобілі середнього класу (Клас D), що виробляються компанією Honda з 1976 року. Аккорд займає 7-ме місце в списку найбільш продаваних автомобілів світу.

## Перше покоління (1976—1981)

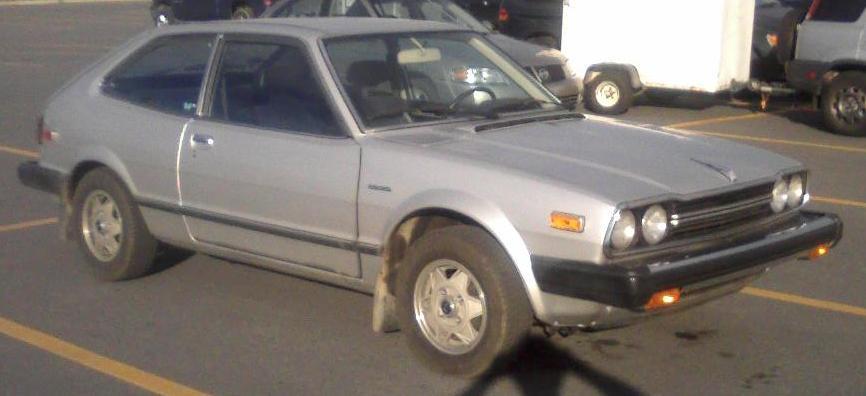
Honda Accord 1 хетчбек

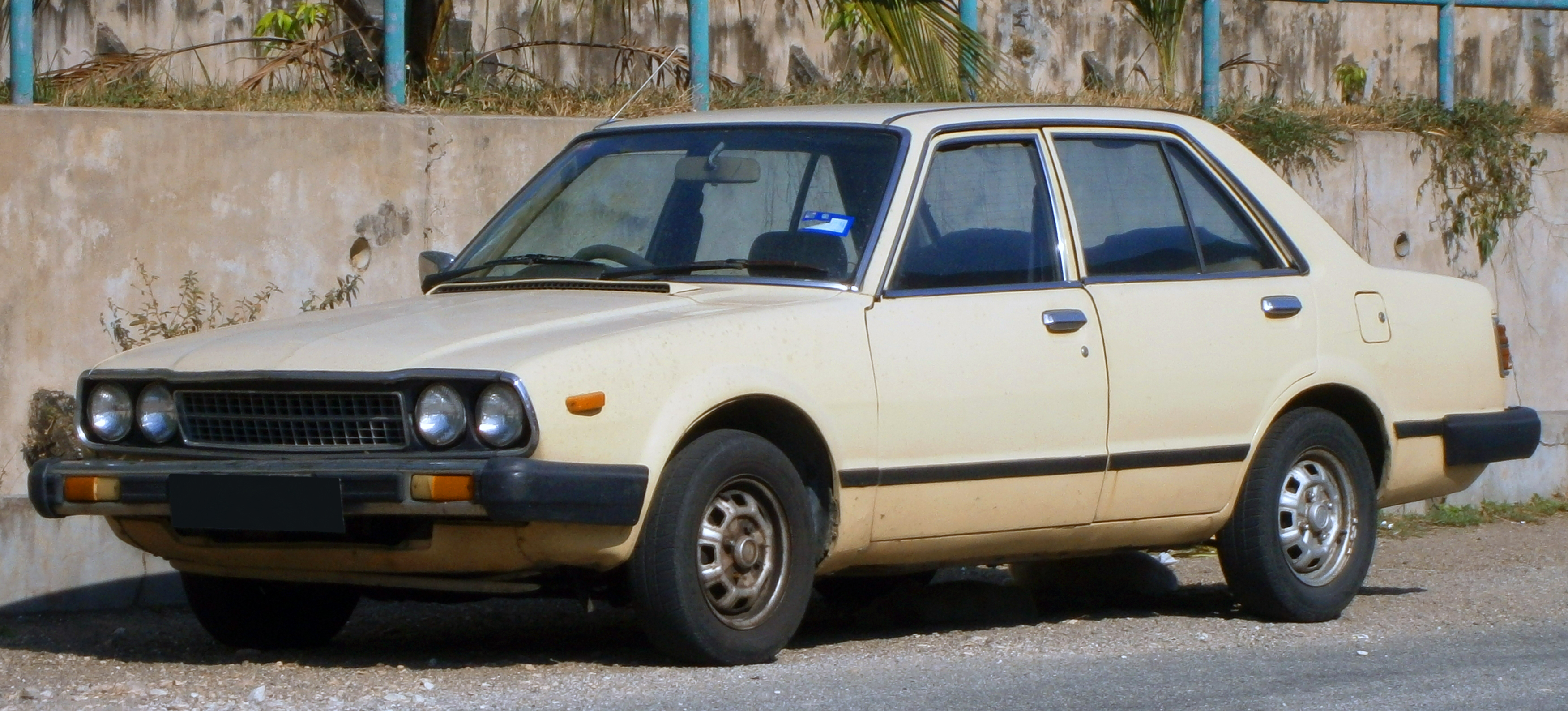
Honda Accord 1 седан

Перше покоління Аккорд (SJ/SM) дебютувало в травні 1976 року в кузові двохдверний хетчбек. В 1977 році розпочато виробництво автомобіля з кузовом седан. Спочатку на автомобіль встановлювався бензиновий двигун об'ємом 1,6 літра. В 1978 році розпочата установка двигунів об'ємом в 1,8 літра. З 1979 року була розроблена і опціонально встановлювалася триступенева автоматична трансмісія. В 1980 році був випущений мільйон автомобілів Honda Accord.

### Нагороди
- «Автомобіль року» в 1976 році за версією журнал а Motor Fan.
- «Автомобіль року в класі до $ 5,000» 1977 році за версією журнал а Road Test в США.
- «Автомобіль року» в 1977 році за версією журнал а Wheel в Австралії.
- «Автомобіль року в класі до $ 5,000» 1977 році за версією журнал а Car & Driver в США.
- «Найкращий седан в класі до $ 5,000» 1978 році за версією журнал а Road & Track в США.

## Друге покоління (1981—1985)

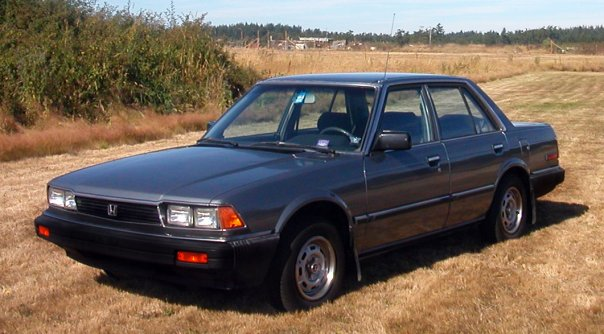
Honda Accord 2 седан

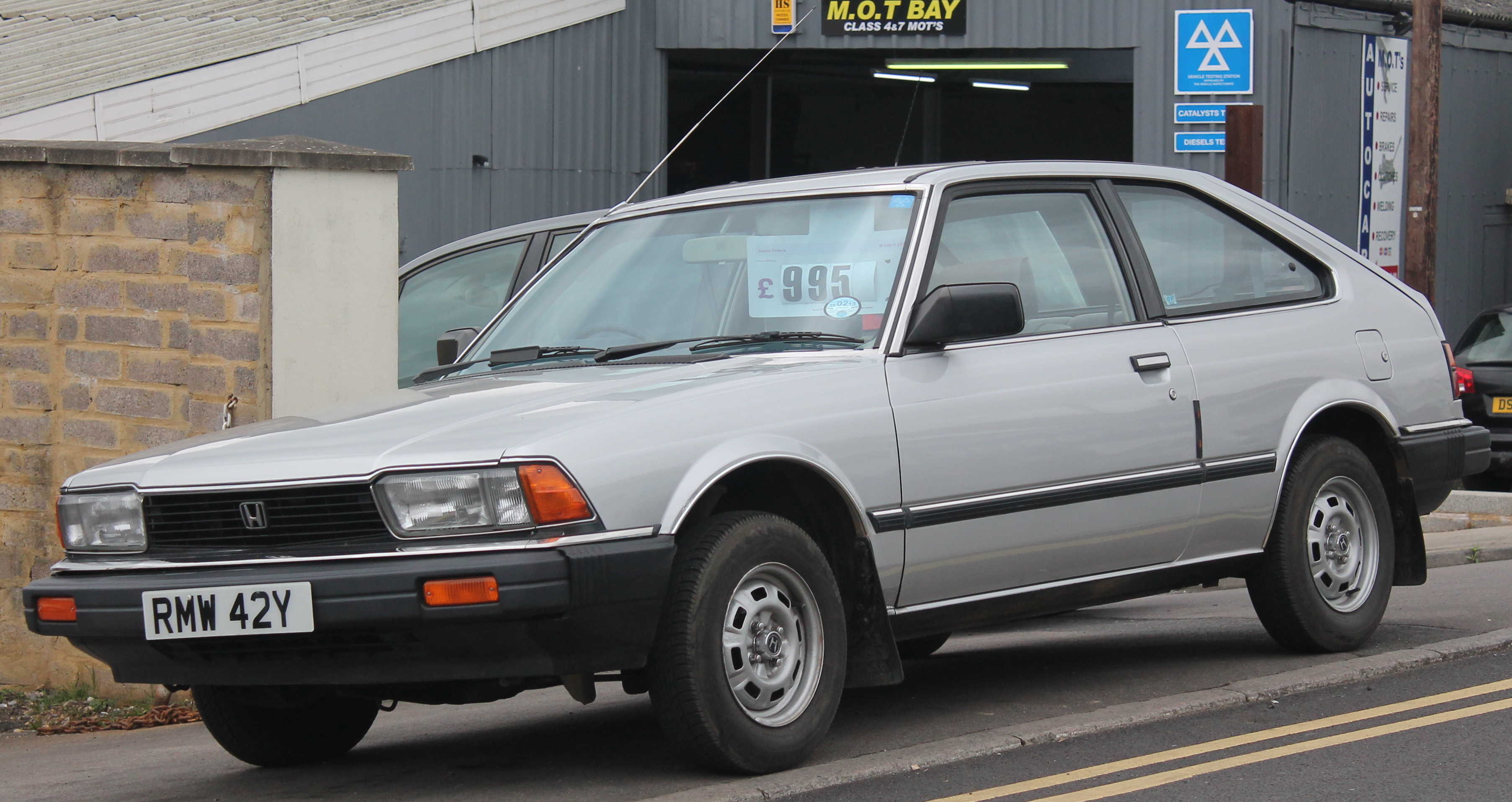
Honda Accord 2 хетчбек

Друге поколінняАккорд (SY/SZ/AC/AD) випускається з 1981 року. В 1982 році став першим автомобілем, що випускається на заводі Honda в США. Також стає самою продаваною в США японською моделлю з початку продажів і утримує це звання протягом 15 років аж до 1996 року. В 1983 році автомобіль почав комплектуватися 4-ступінчастою автоматичною коробкою передач.

## Третє покоління (1985—1989)

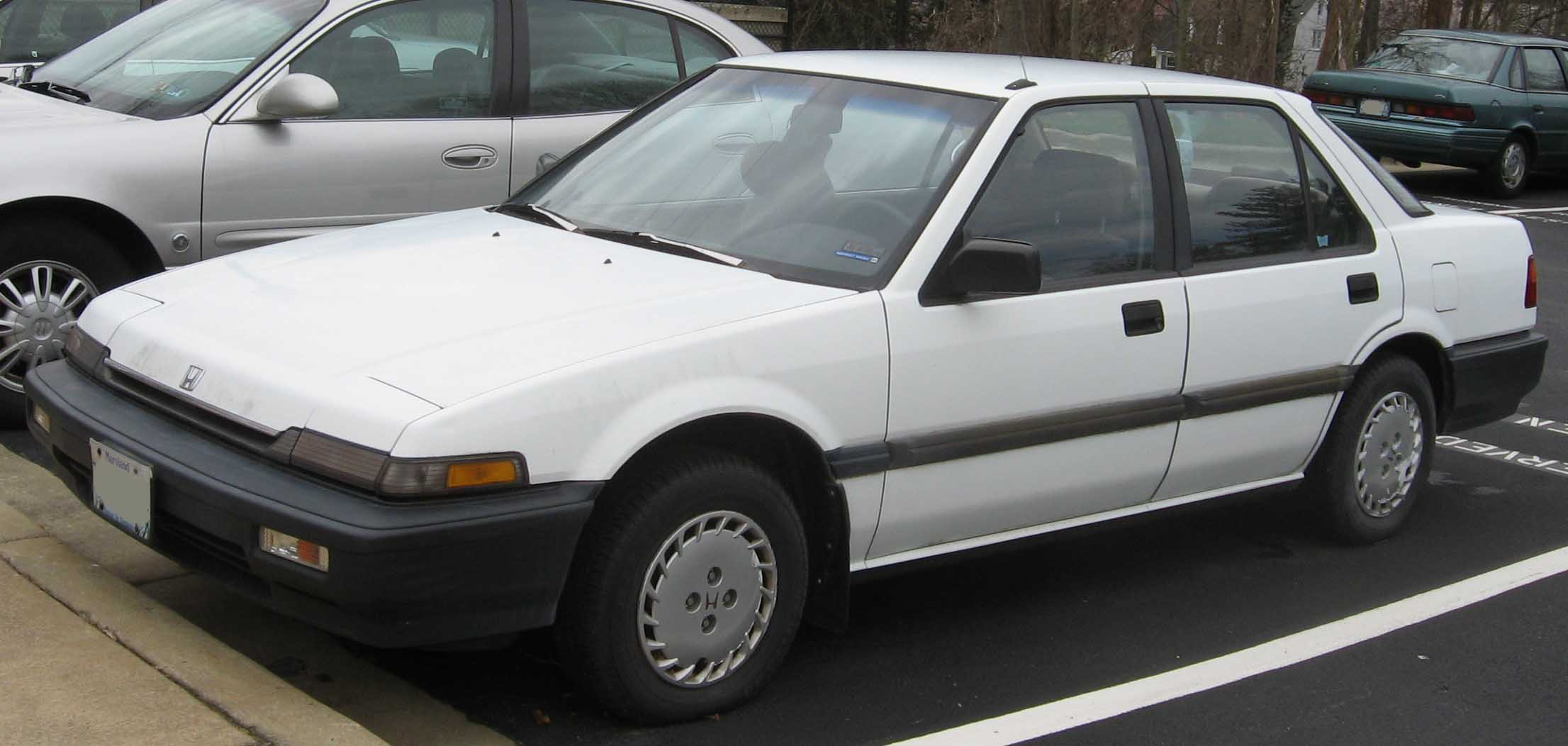
Honda Accord 3 (США)

третє покоління Аккорд (CA) випускається з 1985 року. На цій моделі вперше для передньопривідного автомобіля була застосована двохважільна підвіска. Модель стає першим автомобілем під японським брендом, виробленим в США та експортованим в Японію. З'явилася модифікація Accord Aerodeck з кузовом трьохдверний хетчбек для ринків Японії та Європи.
Хонда випускала декілька варіантів Акорда третього покоління. Для Європи та Японії випускалися сліпі чотирьохдверні седани і тридверні Аеродеки, а також несліпі чотирьохдверні седани. А ось для США випускалися тільки машини з висувними фарами в кузовах, седан, купе і хетчбек.

### Нагороди
- «Автомобіль року в Японії» в 1985-1986 роках за версією Виконавчого комітету.

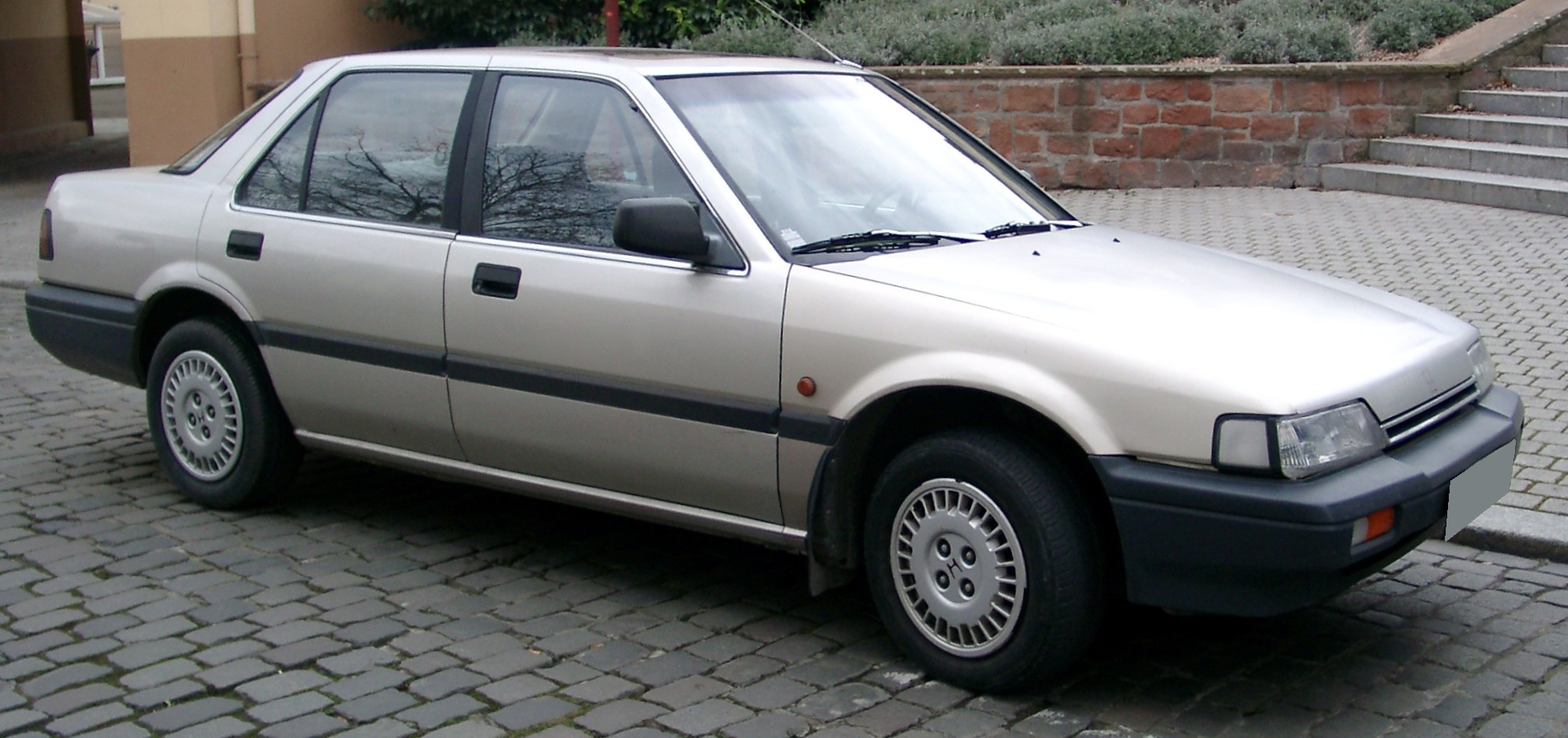
Honda Accord 3 (Європа)
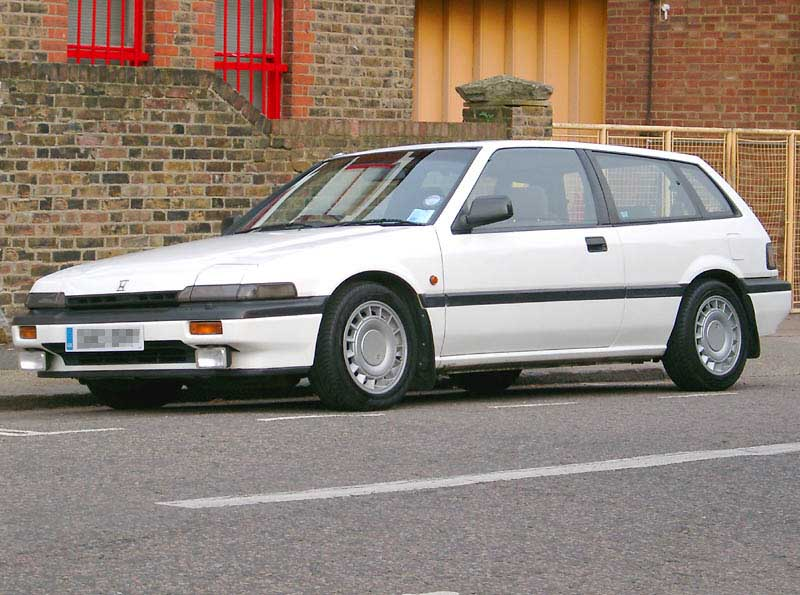
Honda Accord 3 Aerodeck (Європа)
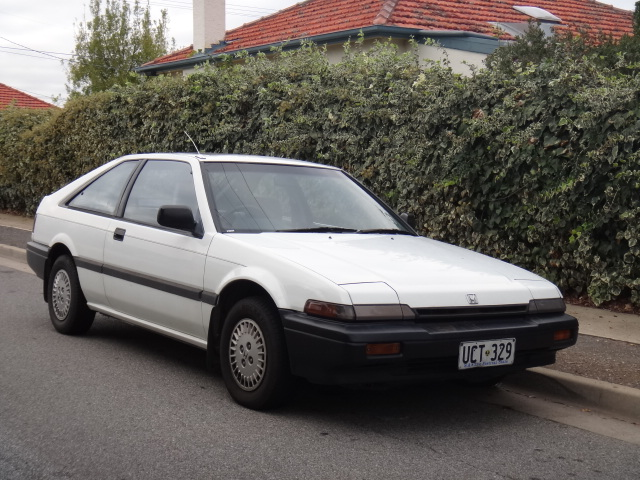
Honda Accord 3 Hatchback (США)
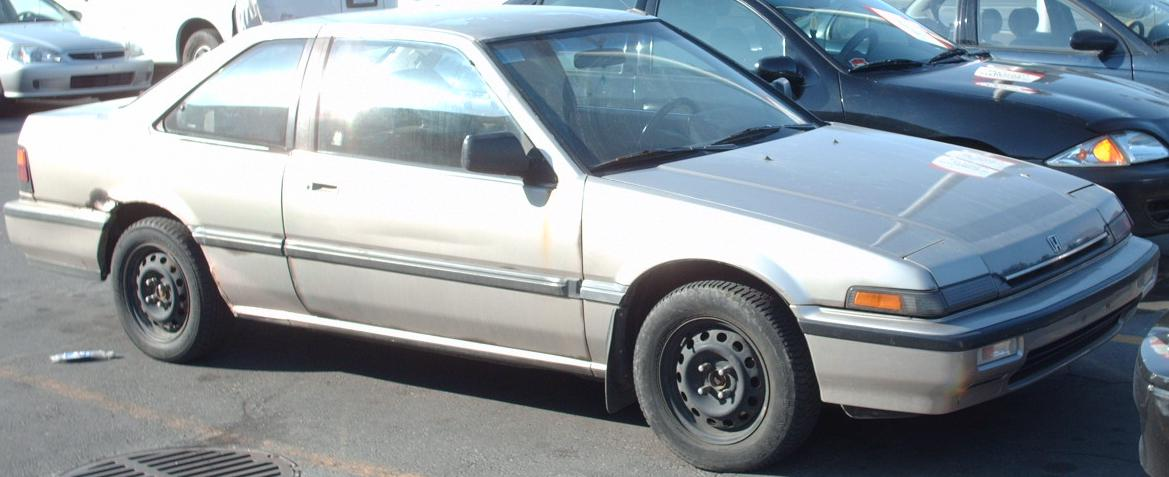
Honda Accord 3 Coupe (США)
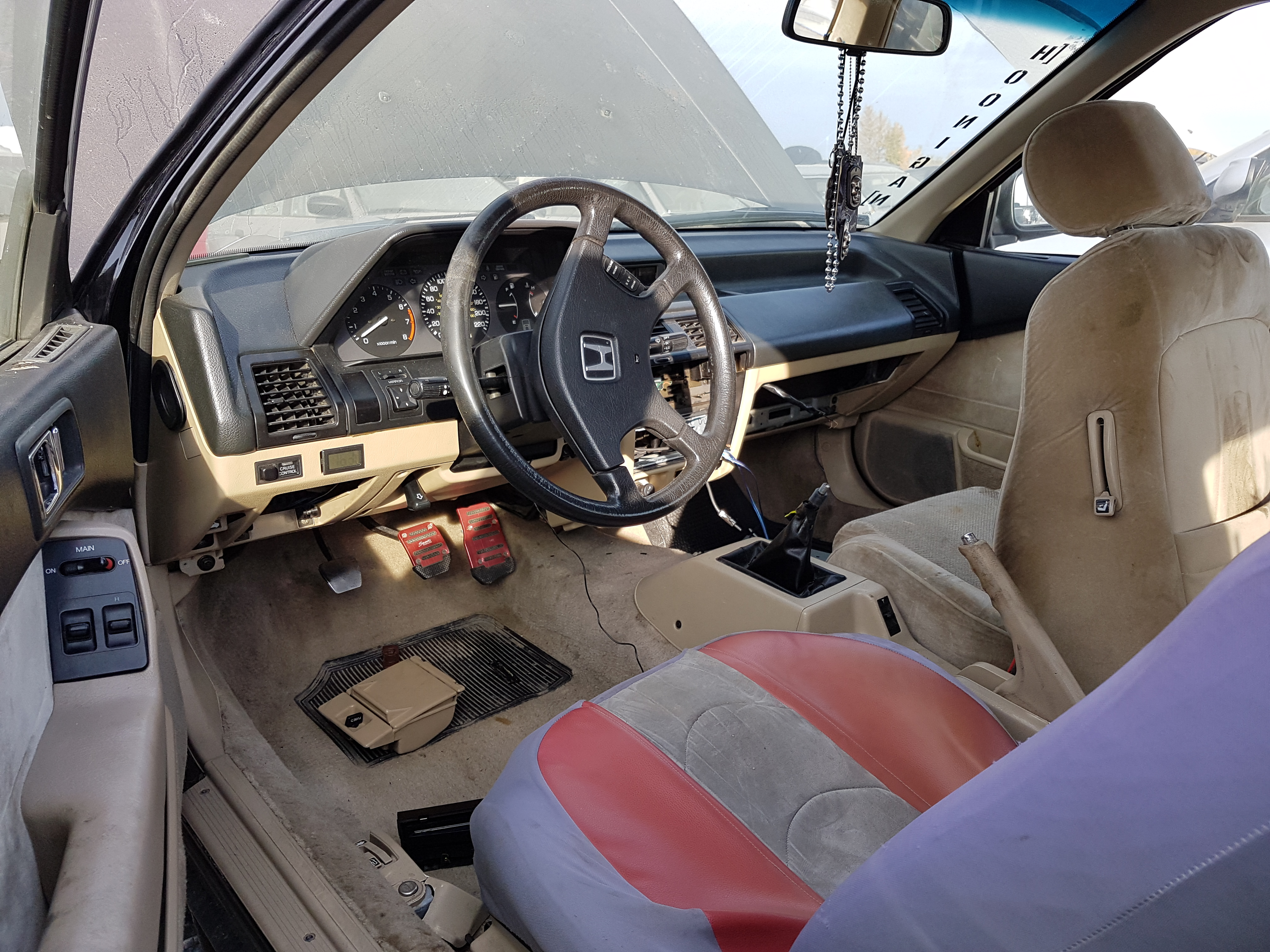

## Четверте покоління (1989—1993)

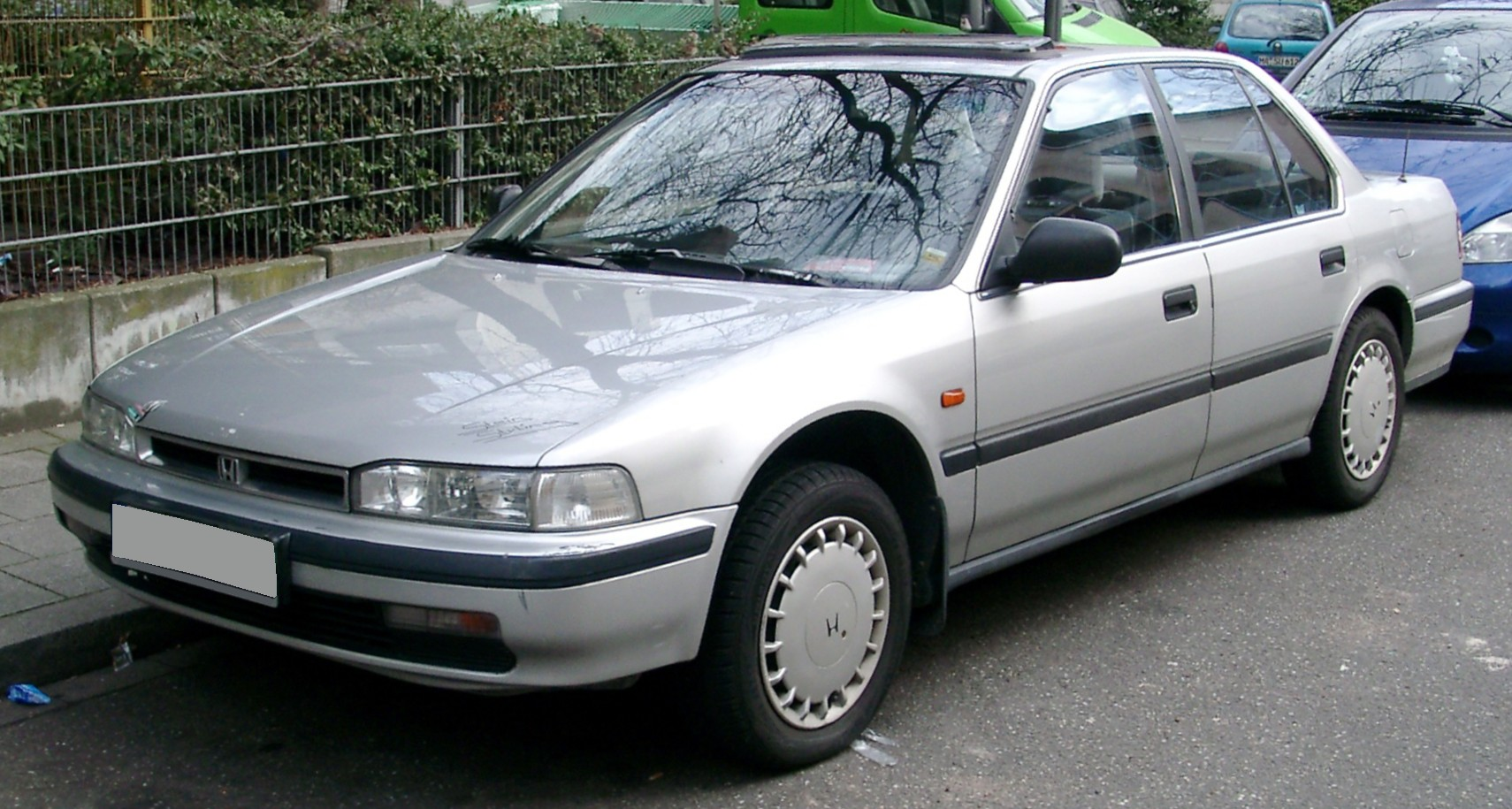
Honda Accord 4

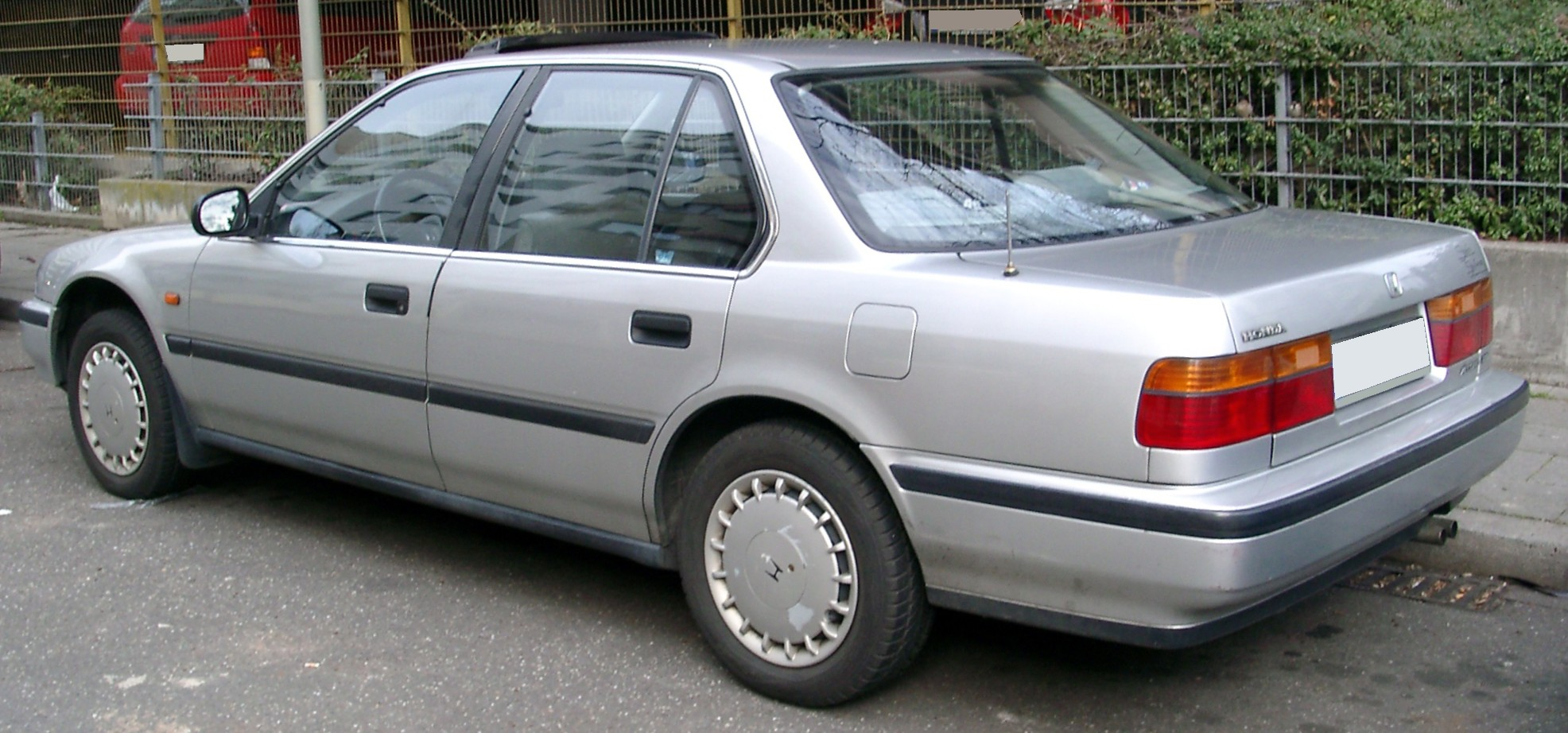
Honda Accord 4

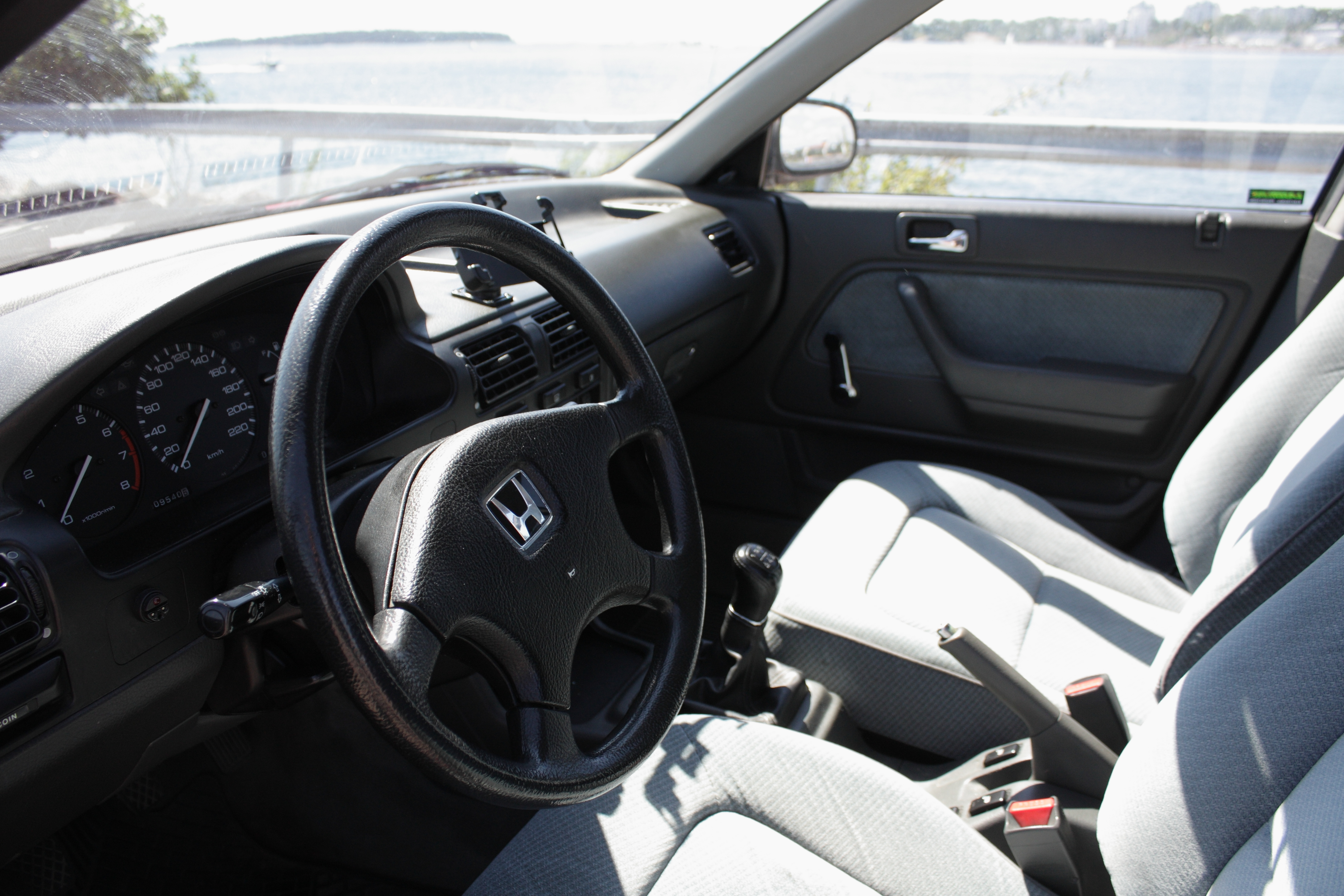
Honda Accord 4

Епоха четвертого покоління (CB) припала на 1990—1993 роки. Якість лакофарбового покриття автомобілів цього покоління було покращено, що сприяло відмінною опірності корозії. Оздоблення салону радувала м'якою обшивкою сидінь і бездоганною якістю. Версію ES відрізняли сидіння з шкіряною обшивкою. Особливою популярністю з версій четвертого покоління у покупців користувалася 2,0i LS зі 131-сильним агрегатом. Крім звичайного серійного обладнання, LS пропонувала: ABS, люк у даху, електричні склопідйомники у всіх чотирьох дверях, дзеркала заднього виду з електроприводом і ін. Люксовая версія 2,0i ES мала висококласне обладнання: алюмінієві диски коліс, дерев'яні вставки, шкіряну оббивку салону, кондиціонер повітря, подушку безпеки і центральний замок.
У 1991 році гама двигунів поповнюється 2,0 DOHC.
З 1992 року Accord починає випускатися у Великій Британії.
В Японії продавався в дилерській мережі Clio, в мережі Primo продавався повний аналог під назвою Honda Ascot.

### Двигуни
- 1,8 л F18A I4 SOHC 99/105 к.с.
- 2,0 л F20A I4 SOHC 90/110/125/133 к.с.
- 2,0 л F20A I4 DOHC 150 к.с.
- 2,2 л F22A I4 SOHC 126/141/145/150 к.с.

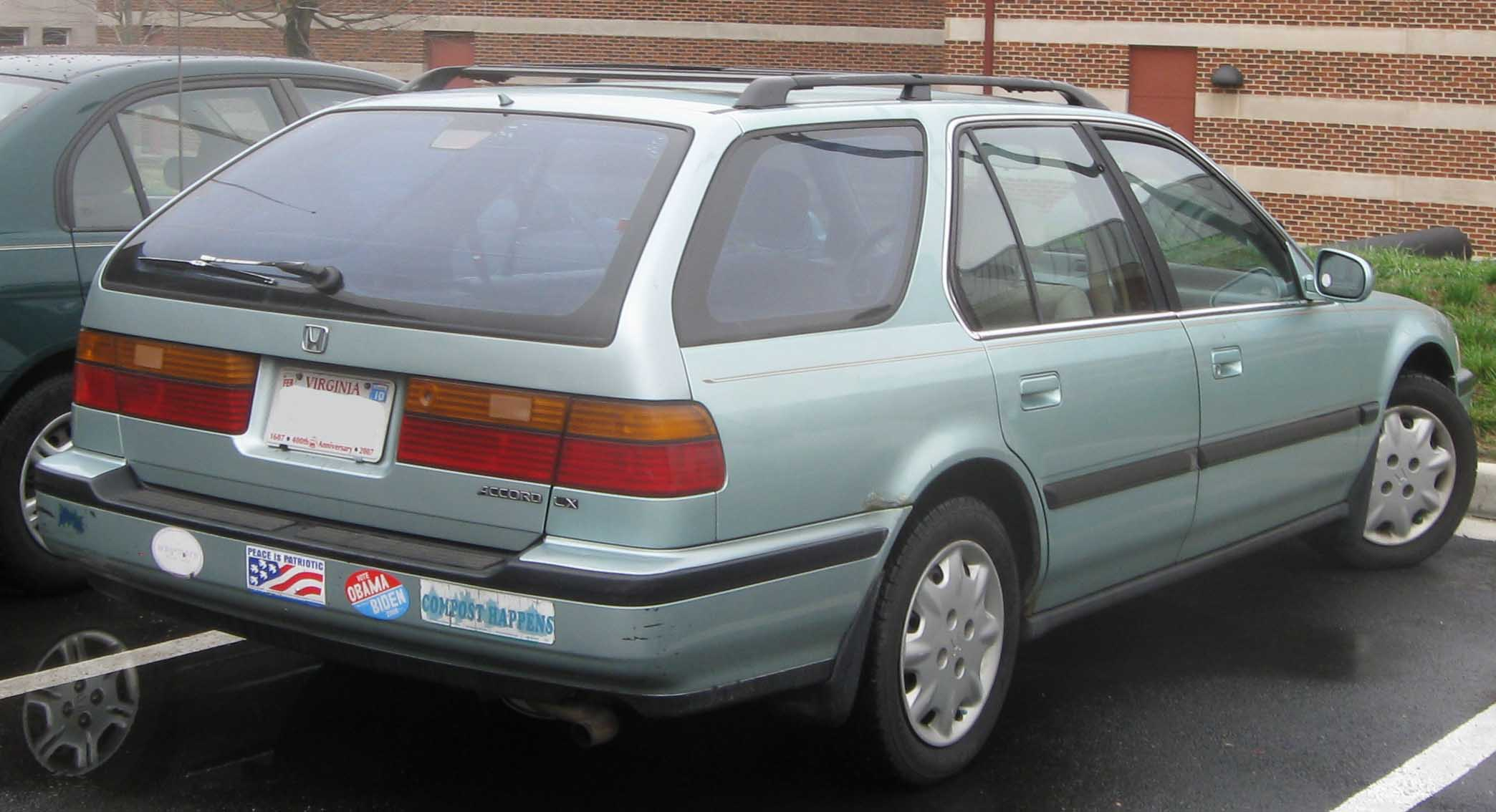
Honda Accord 4 Aerodeck
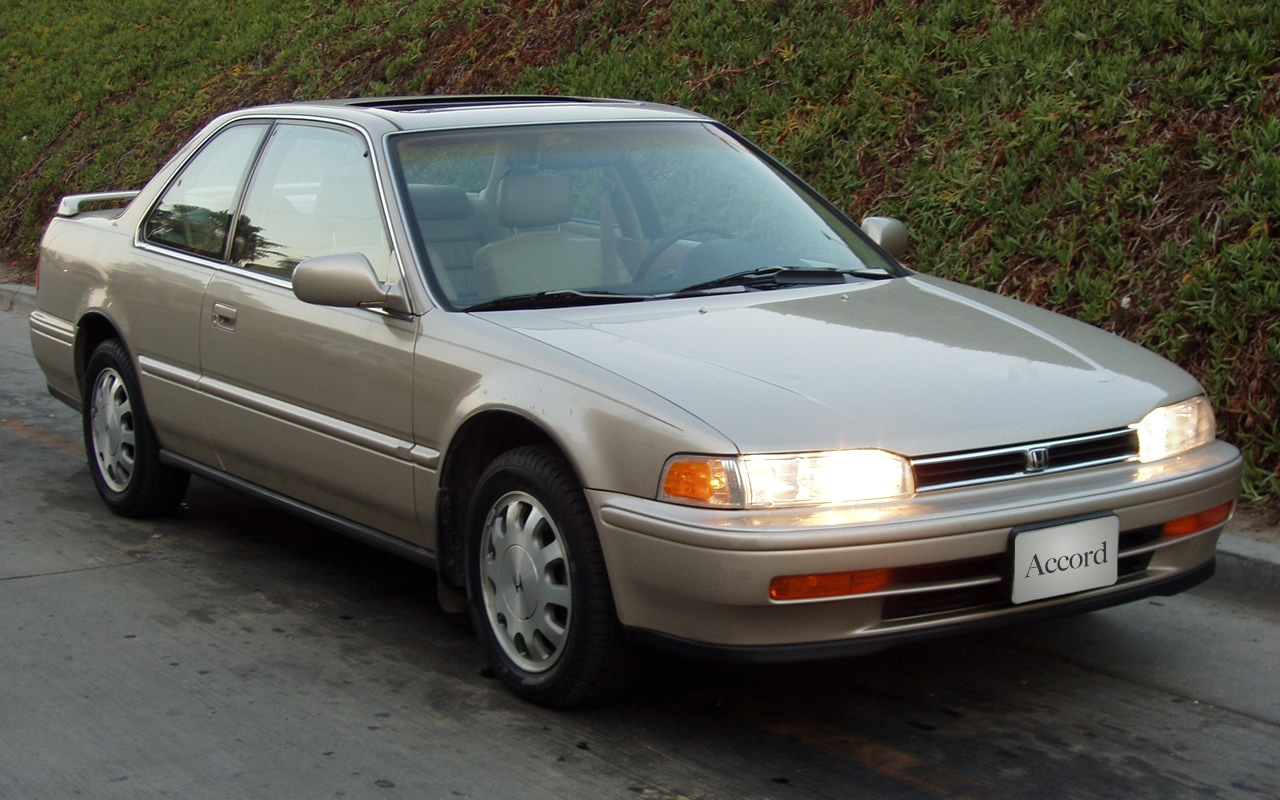
Honda Accord 4 Coupe
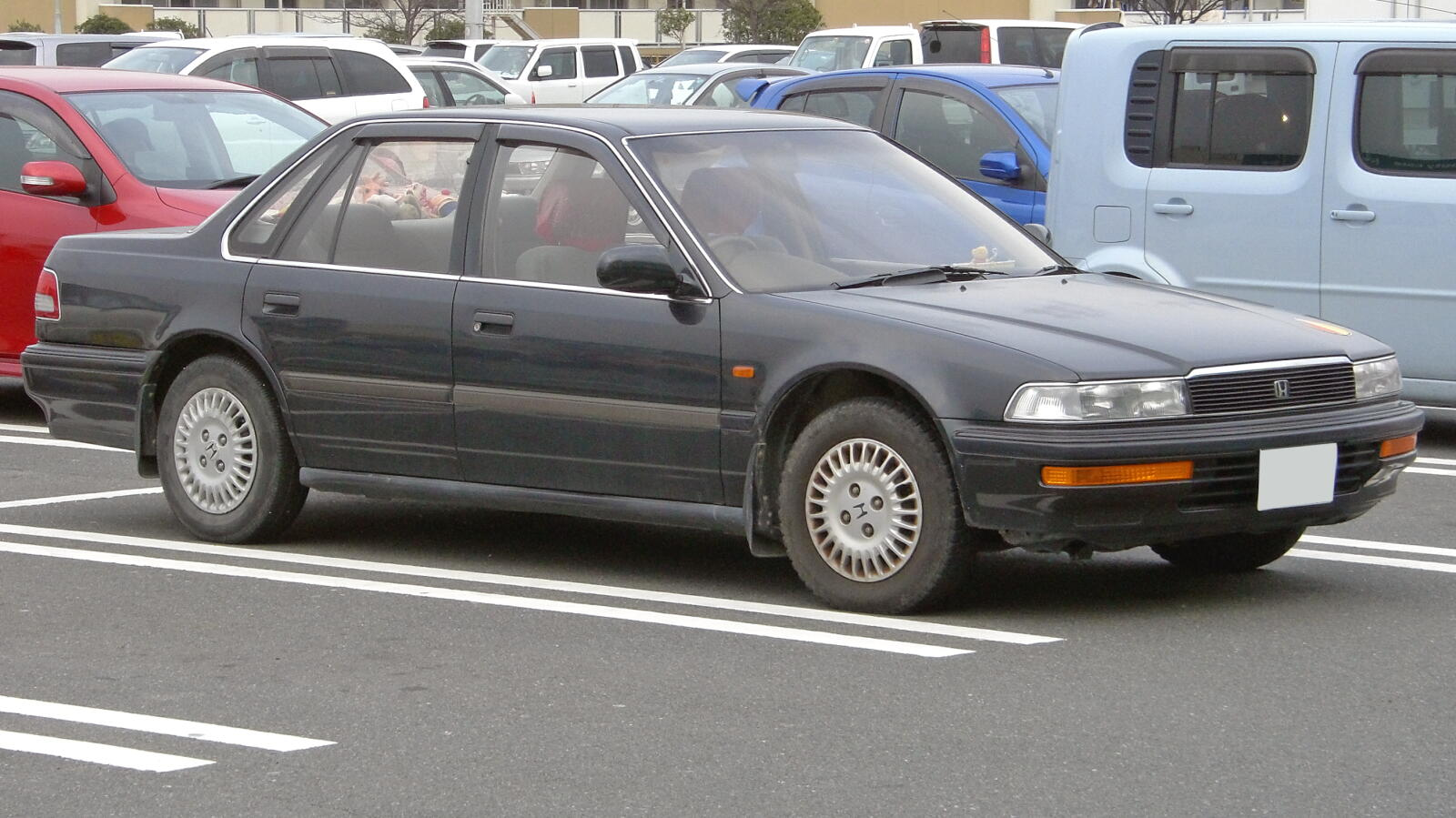
Honda Ascot 1

## П'яте покоління (1993—1997)

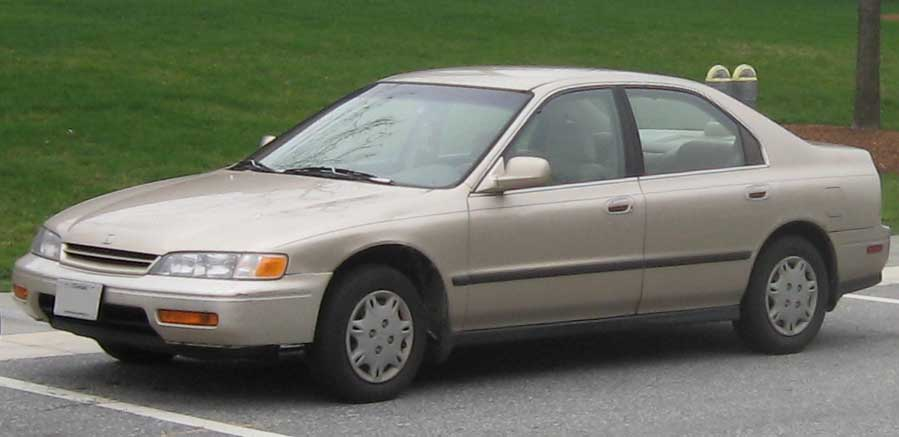
Honda Accord 5 седан (США)

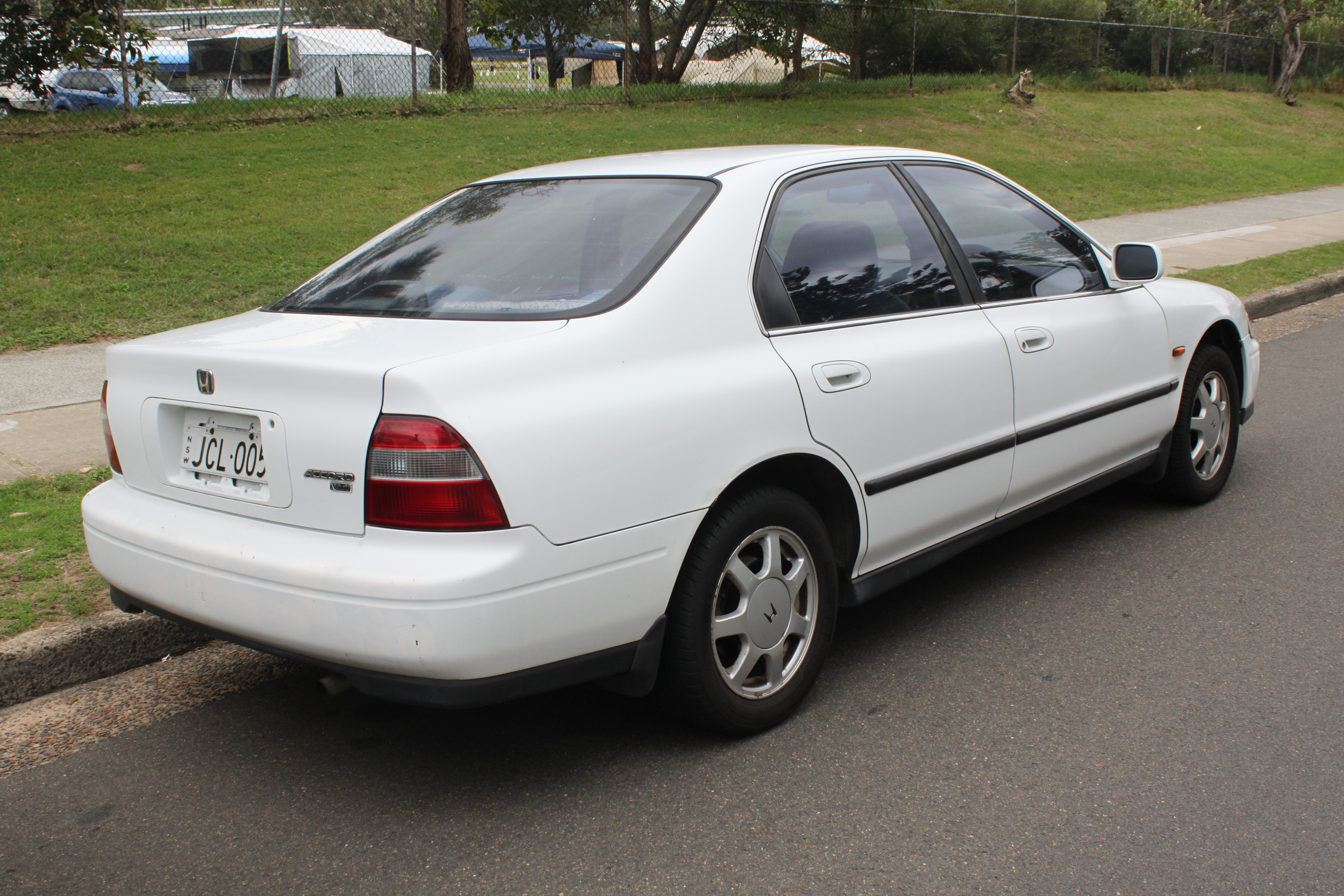
Honda Accord 5 седан (США)

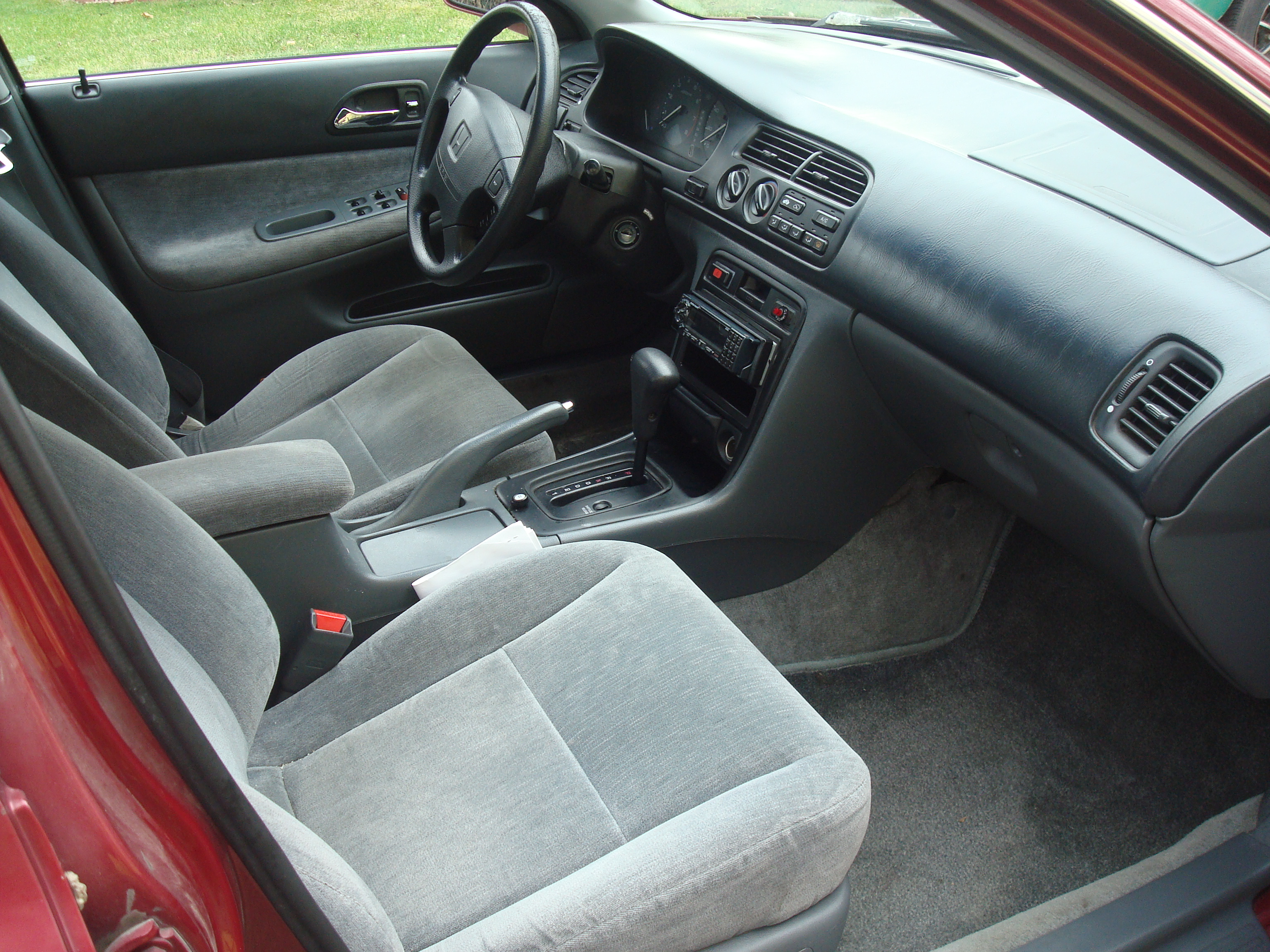
Honda Accord 5 (США)

П'яте покоління Accord (CD) дебютувало в 1993 році. Спочатку модельний ряд був представлений тільки кузовом седан, і лише через пару років з'явилися модифікації з кузовами купе і універсал. Завдяки оцинкованому кузову, Accord цього покоління добре чинить опір корозії. Має досить просторим салоном, внутрішній простір якого дозволяє, цілком комфортно влаштується як попереду, так і ззаду. В обробки використані якісні матеріали з гідністю пройшли випробування часом. Сидіння зручні, з чітко вираженою бічною підтримкою. Двигуни відрізняються потужністю і надійністю. До них в цьому поколінні мотористами Honda був доданий агрегат 2,2 DOHC VTEC. Коробки передач — п'ятиступінчаста механічна або чотириступінчаста автоматична. Привід — передній.
В 1995 році до гами двигунів додали новий бензиновий двигун Р4 1,8 л 85 кВт/115 к.с.

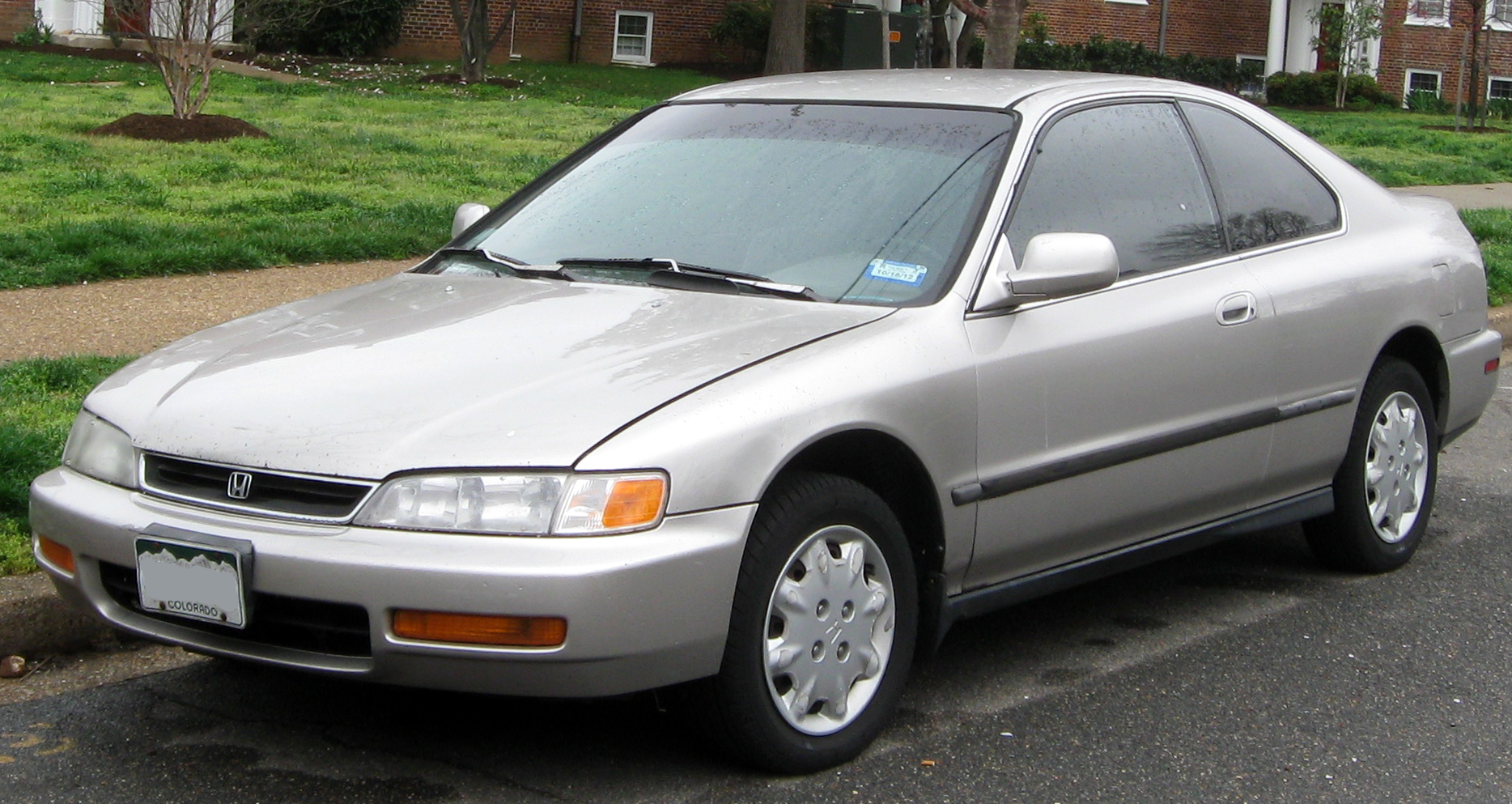
Honda Accord 5 купе (США)
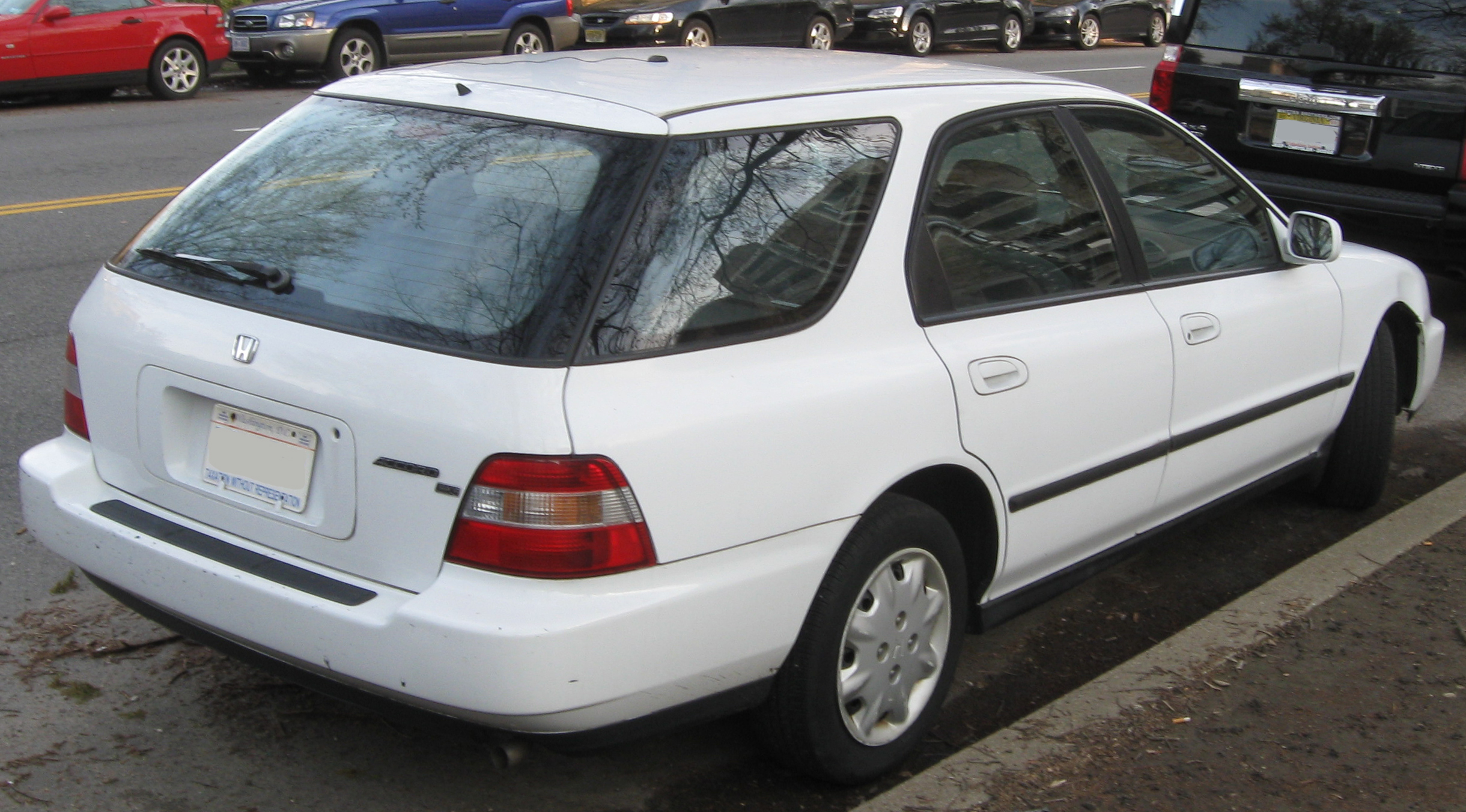
Honda Accord 5 Aerodeck (США)

### Європейська версія (1993—1998)

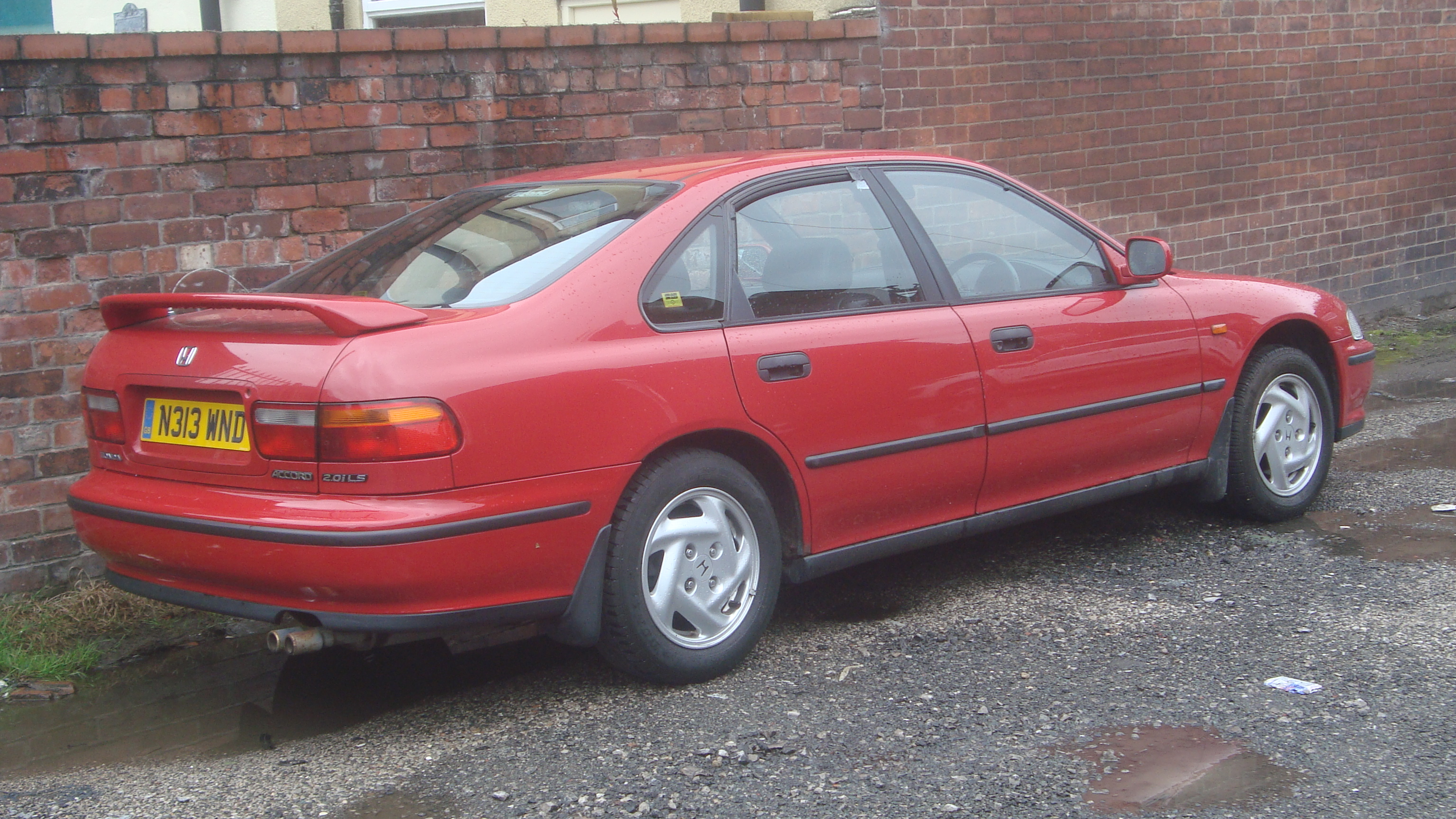
Honda Accord 5 седа

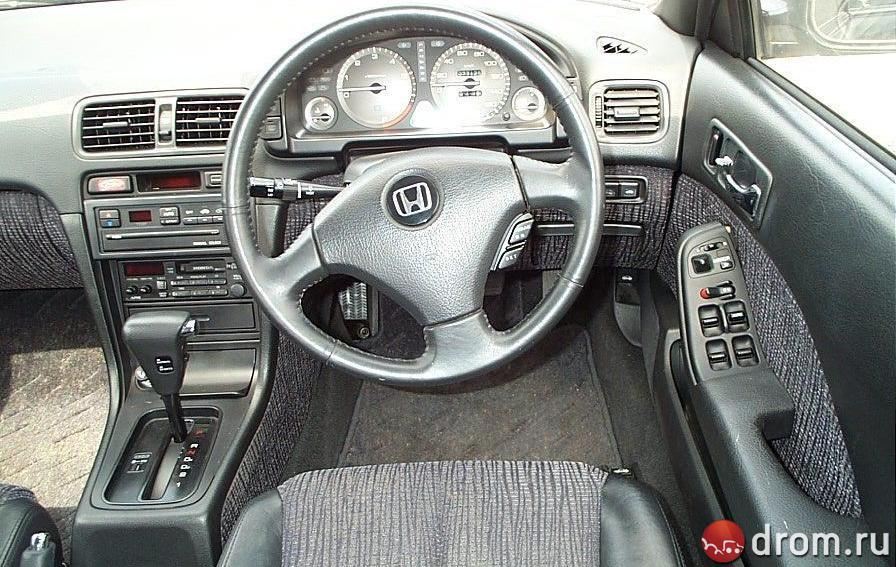
Салон

Запуск п'ятого покоління також примітний тим, що Honda вперше випустила створену тільки для європейського ринку модель, яка збиралася в місті Свіндон (Swindon) Велика Британія. Європейський седан Accord (CC), однак, не пов'язаний безпосередньо з п'ятим поколінням Accord CD, а має відношення до попереднього покоління Accord CB, так як це дещо перероблений варіант Honda Ascot Innova, який на відміну від останнього не був класичним седаном, а мав кузов типу «hard top» з дверима без обрамлення скла. Створений у Свіндоні Accord седан на європейському ринку супроводжували купе і Aerodeck, імпортовані з США. В цей же час британська група Rover, партнер Honda на той момент, почала випуск Rover 600, яка була розроблена спільно з європейською версією Accord седан.
У 1996 році провели фейсліфтінг седана — змінилися бампер, капот, світлотехніка. З'явився рядний чотирициліндровий двохлітровий турбодизель з безпосереднім упорскуванням палива («Rover») потужністю 77 кВт/105 к.с. Автомобіль отримав познасення Accord (CE).

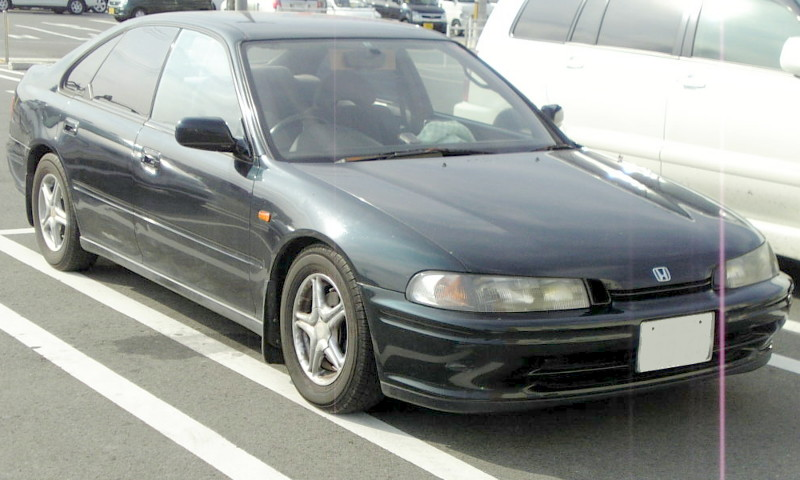
Honda Ascot Innova (Японія)
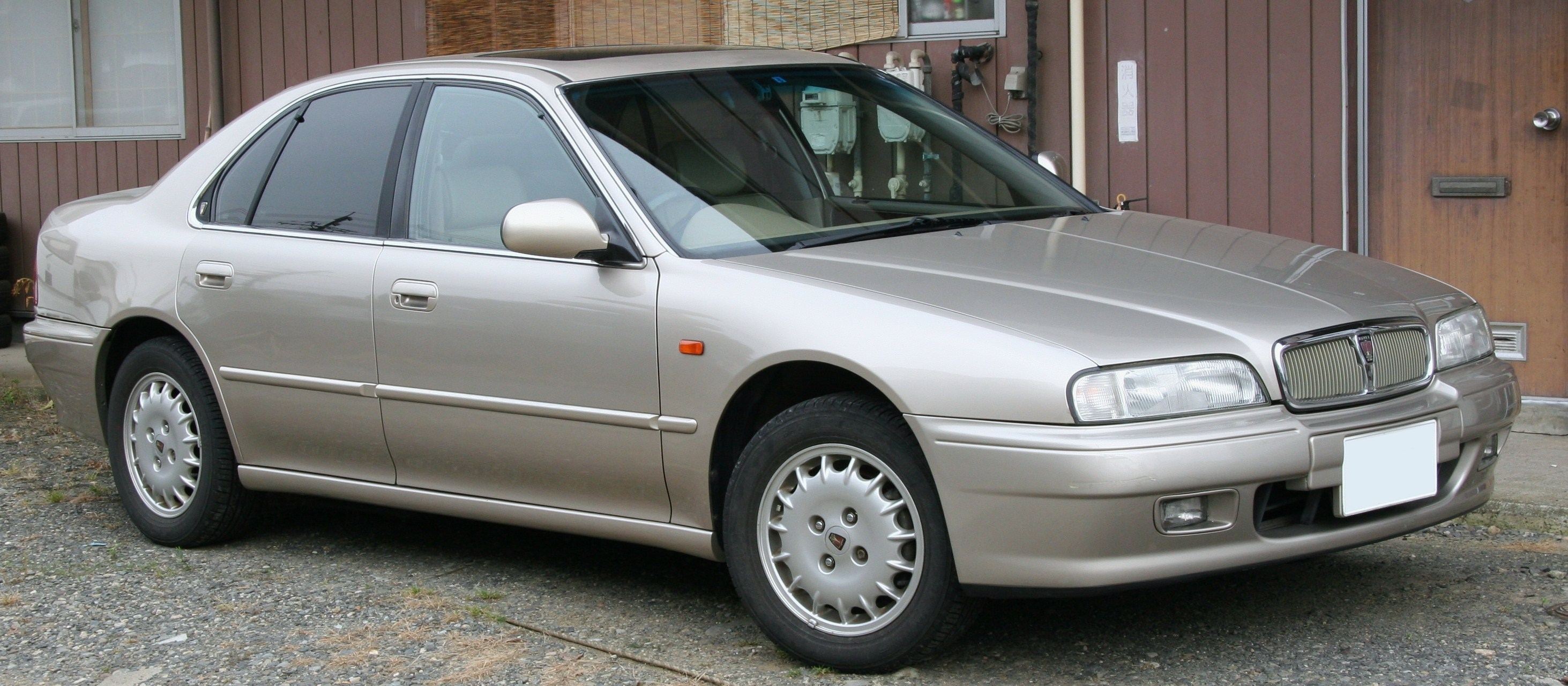
Rover 600

## Шосте покоління (1997—2002)

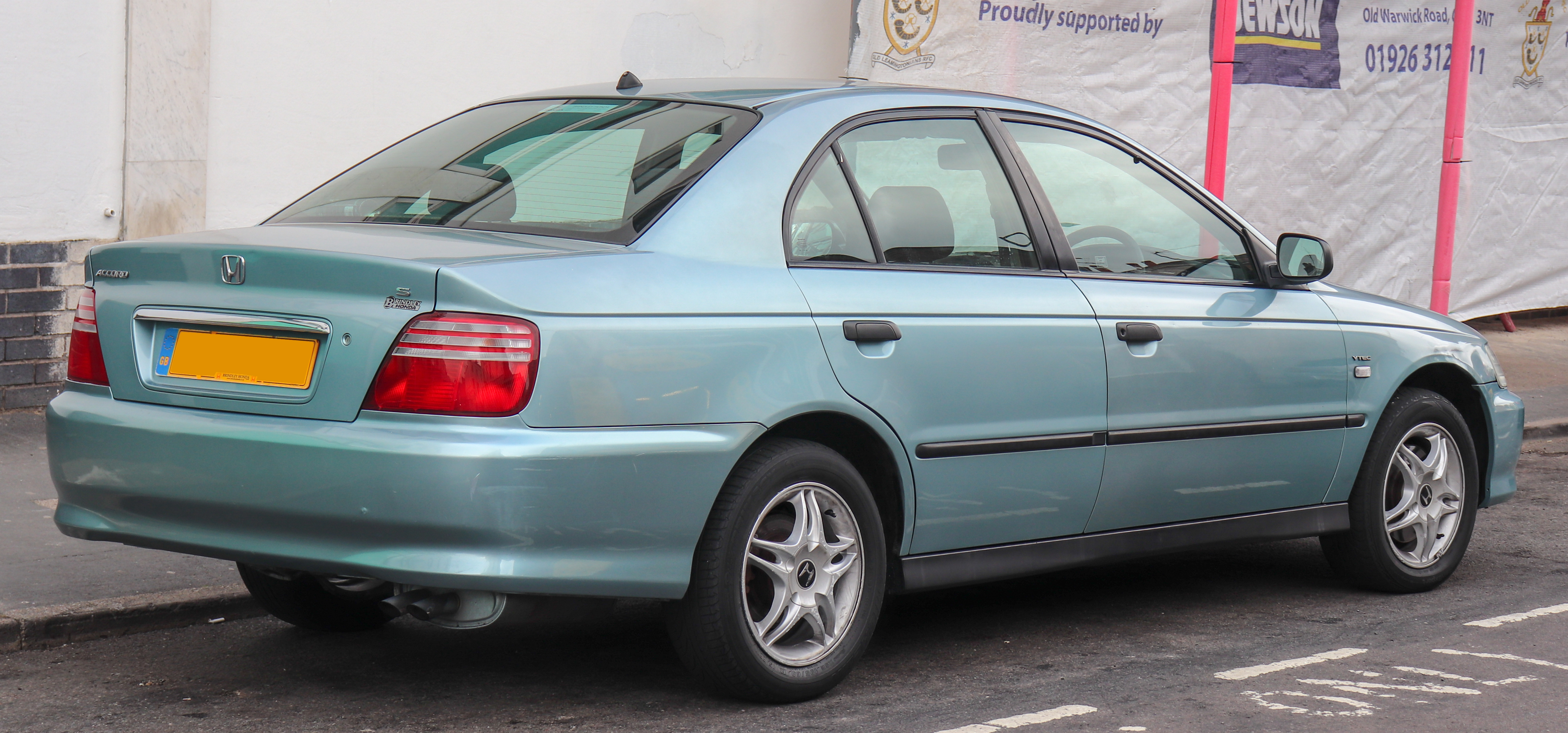
Honda Accord 6 седан (Європа)

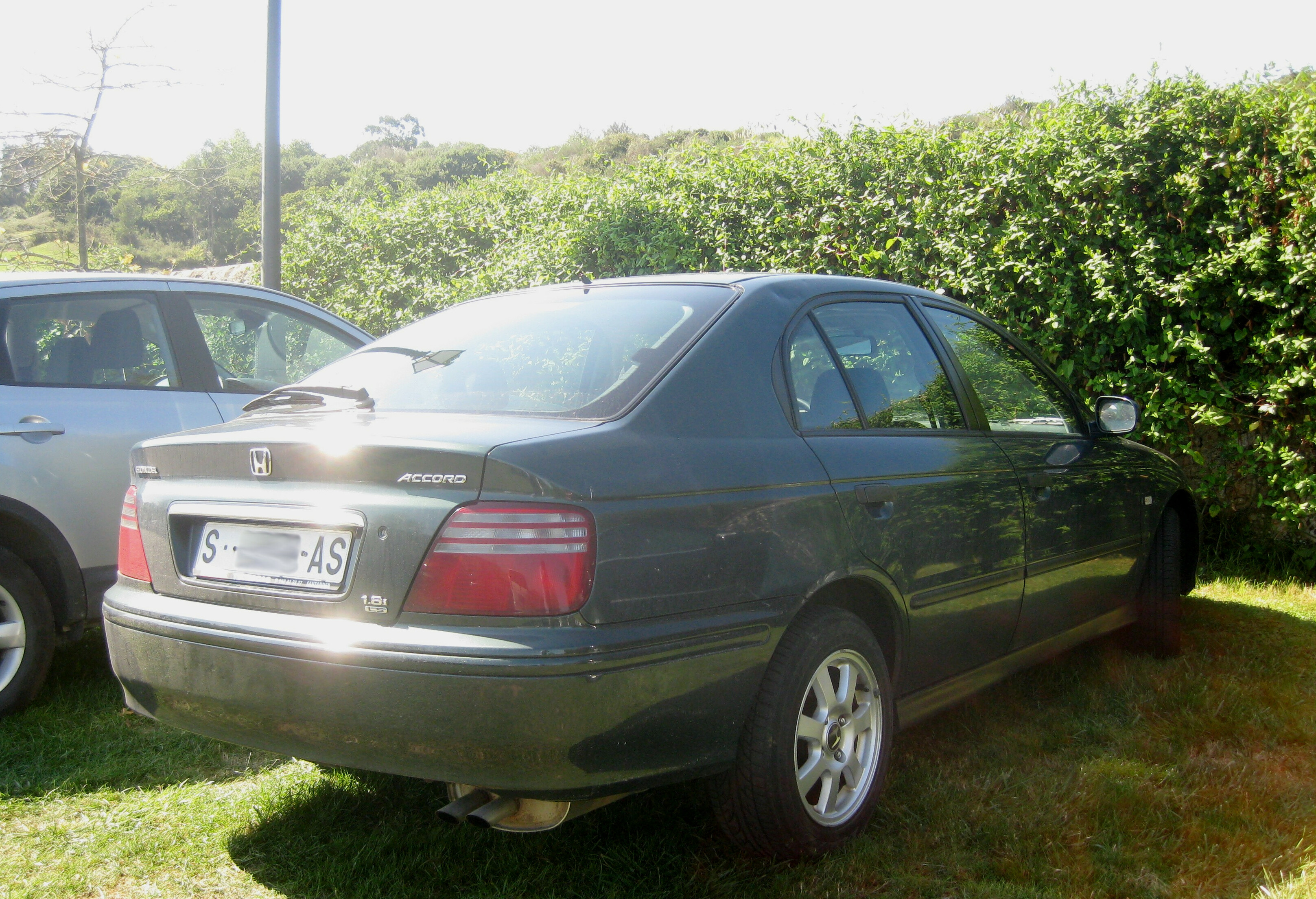
Honda Accord 6 ліфтбек (Європа)

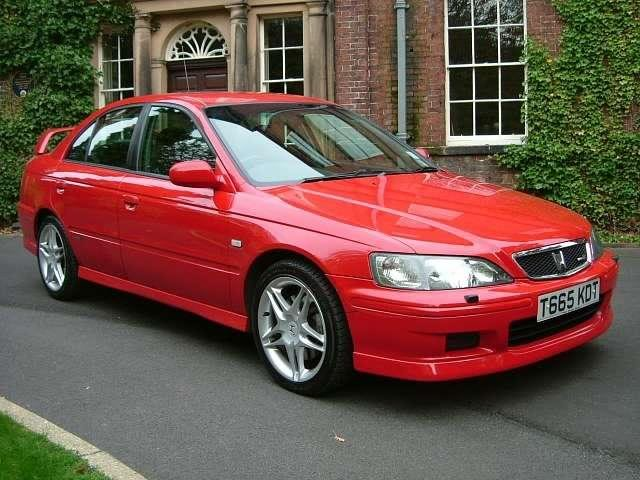
Honda Accord Type R (Європа)

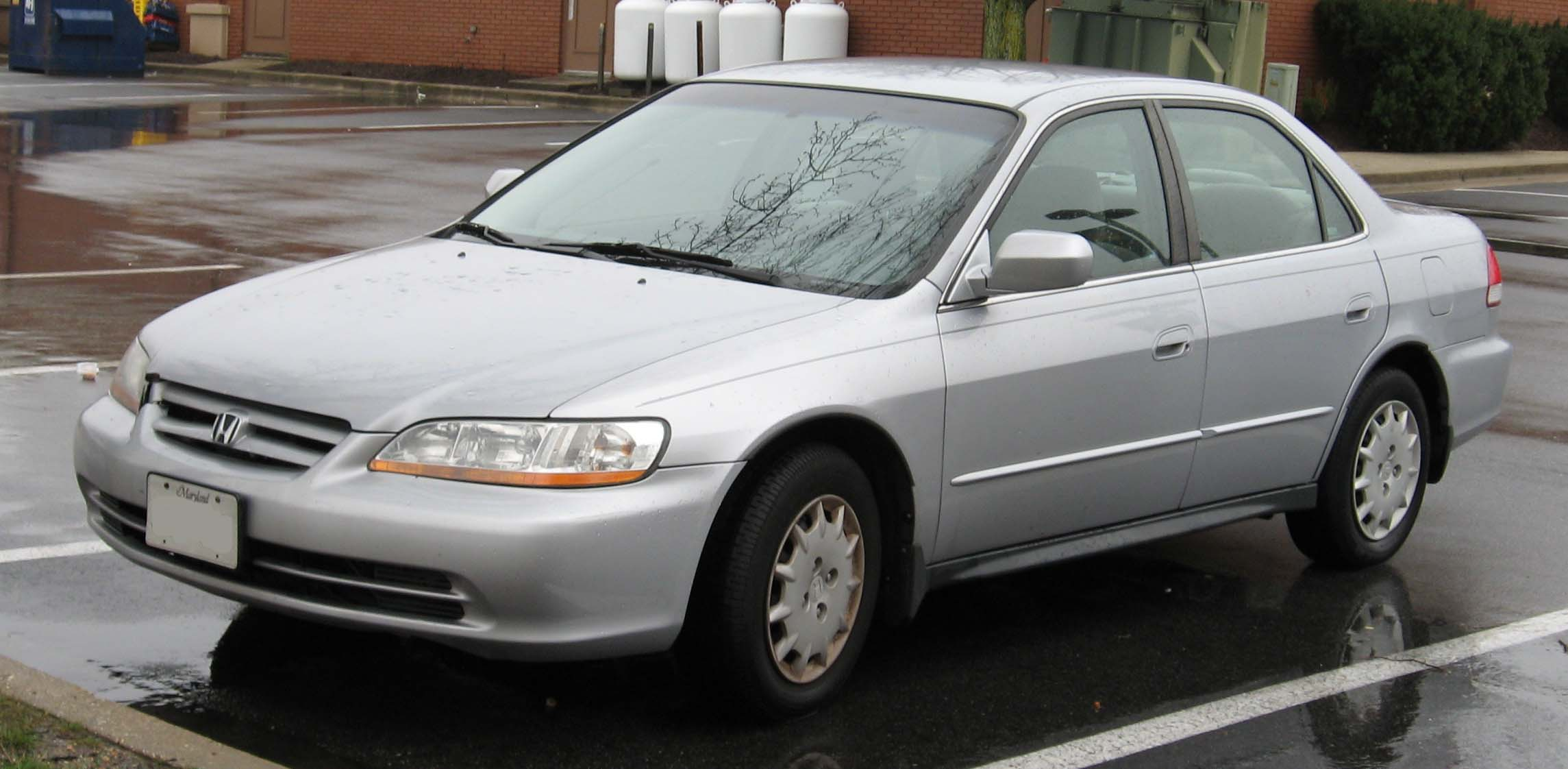
Honda Accord 6 (США)

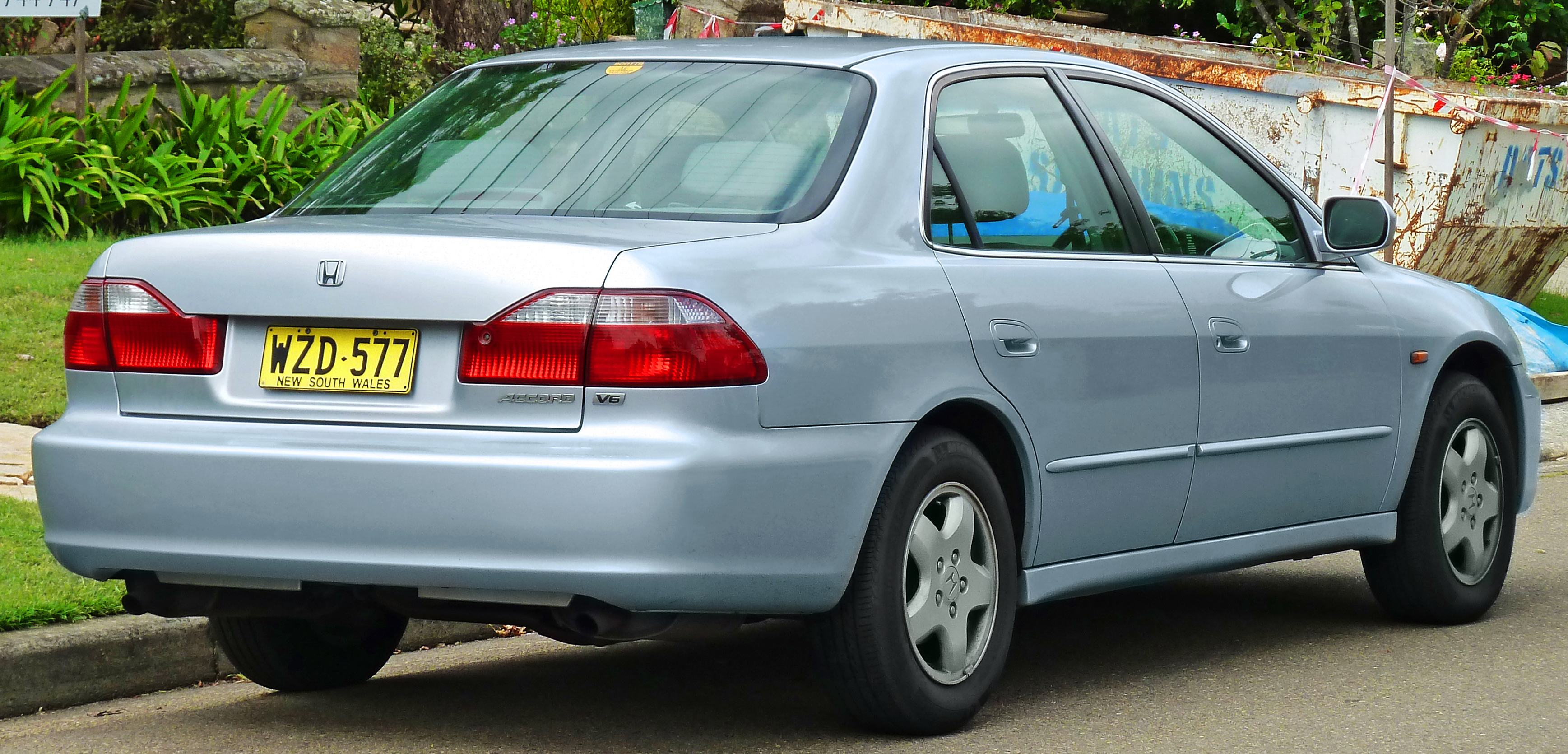
Honda Accord 6 (США)

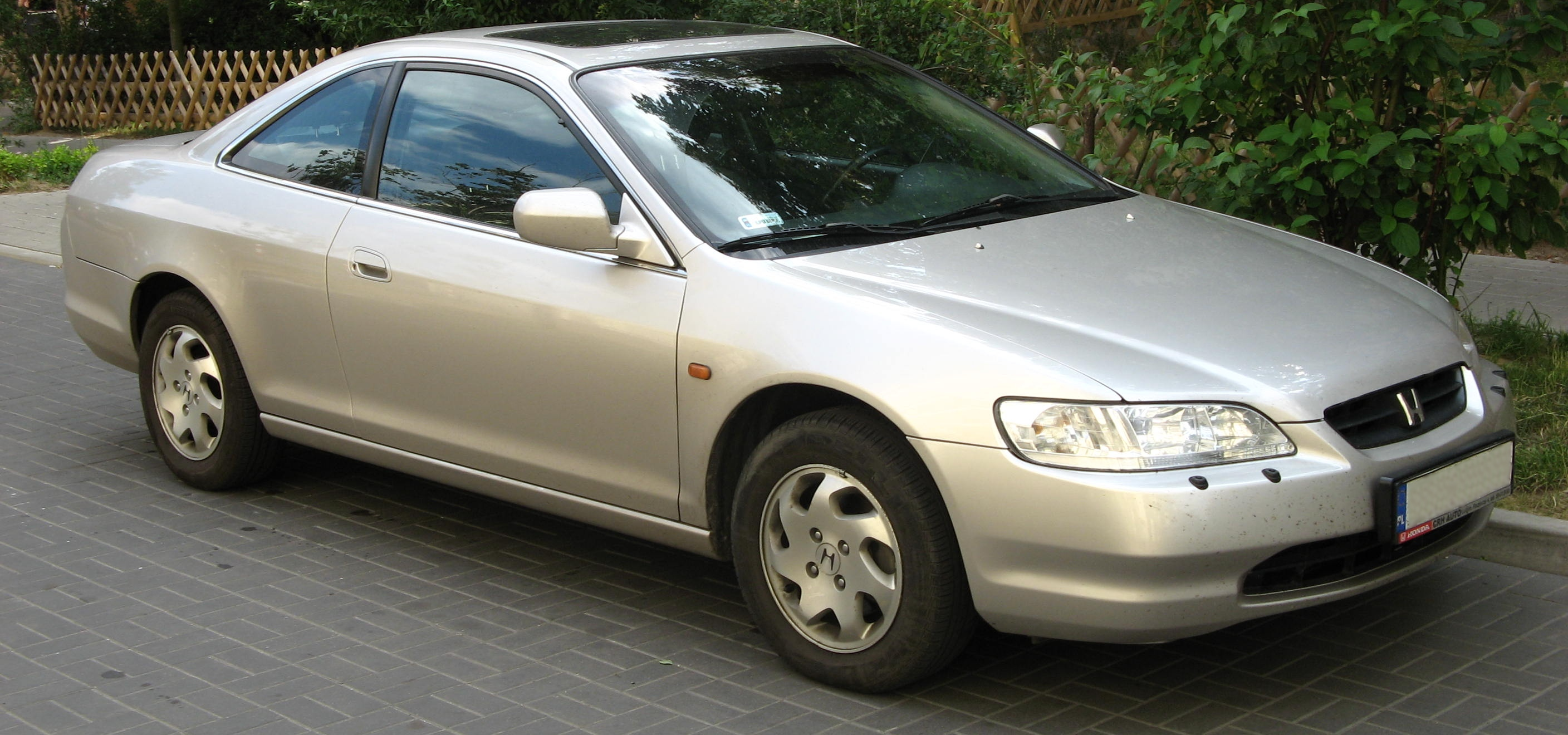
Honda Accord 6 Coupe (США)

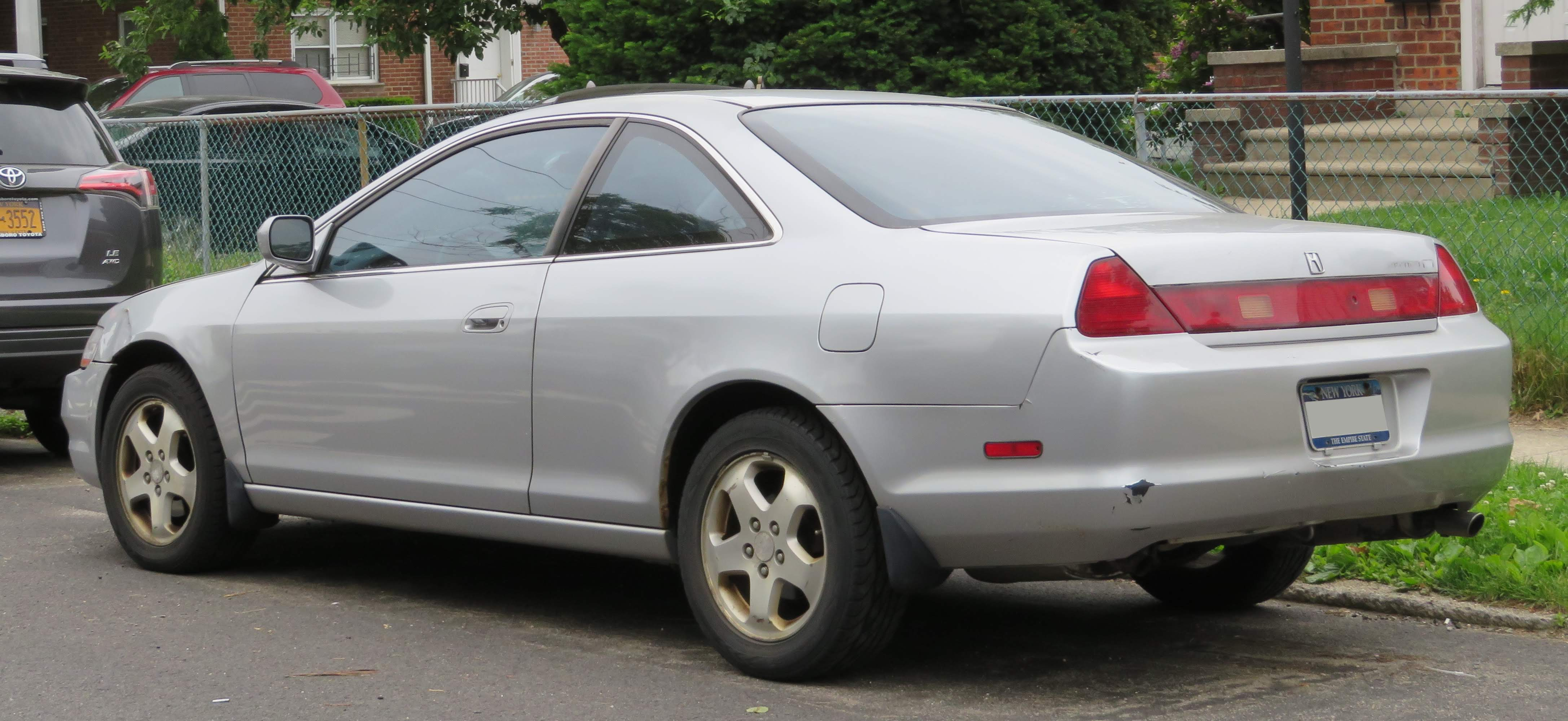
Honda Accord 6 Coupe (США)

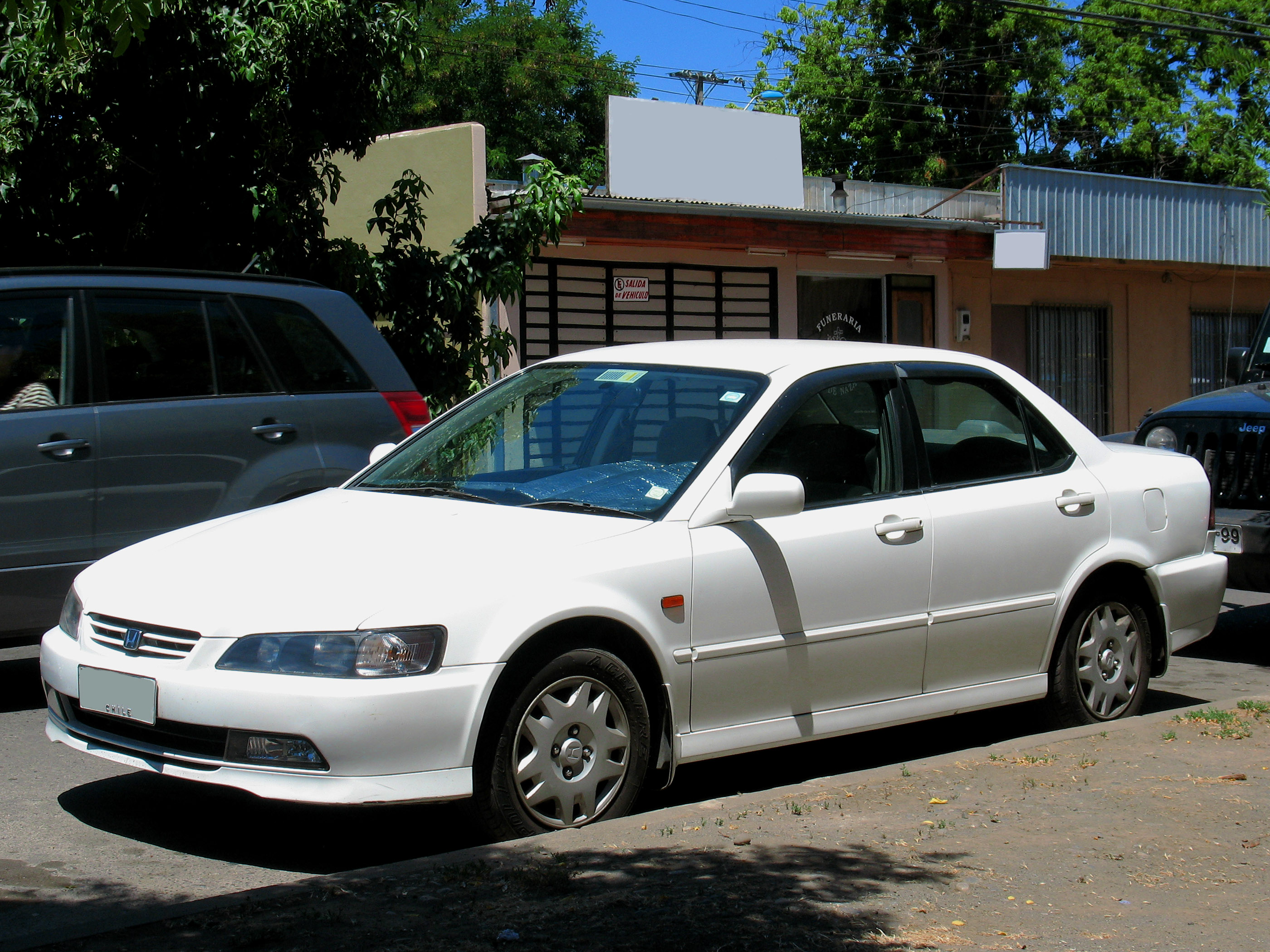
Honda Accord 6 (Японія)

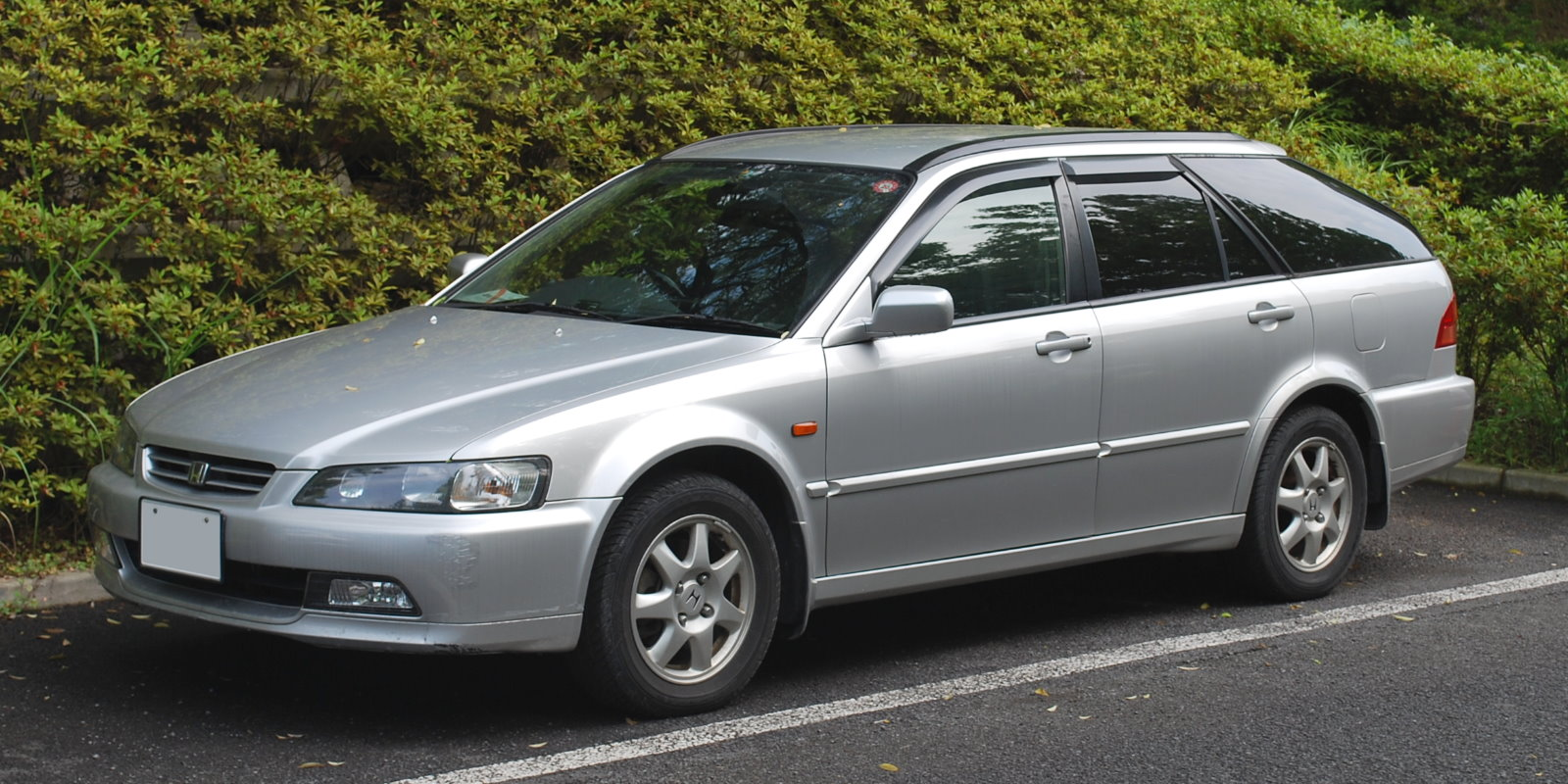
Honda Accord 6 Aerodeck (Японія)

У 1997 році виходить шосте покоління Accord. Американський (CG), японський (CF/CH/CL) і європейський (CG/CH) варіанти сильно відрізняються один від одного зовнішнім виглядом, інтер'єром і лінійкою силових агрегатів. Більш того, в залежності від ринку збуту автомобілі мали різні розміри, включаючи базу і колію. Двигуни Honda 6-покоління можуть бути найрізноманітнішими.
Європейський варіант машини був розроблений японцями спільно з дослідницькими центрами в Англії і Німеччині і випускався в англійському місті Суіндон. Гамма двигунів пропонувала високофорсовані шістнадцятиклапанні «четвірки». На моторах об'ємом 1,8 л (116 к.с.), 2,0 л (131 к.с.) і 2,2 л (150 к.с.) стояла відома хондівська система VTEC. Модифікація Accord Type R оснащувалася 2,2-літровим двигуном потужністю 212 к.с. Двигуни оснащувались 5-ступінчастою механічною або 4-ступінчастою автоматичною коробкою передач. Спеціально розроблена для цього автомобіля п'ятиважільна задня підвіска служила запорукою хорошої керованості і високої плавності ходу.
Всі автомобілі були обладнані регульованою рульовою колонкою, гідропідсилювачем керма, гідрокоректором фар, підігрівом заднього скла, іммобілайзером, центральним замком з дистанційним управлінням, електроприводом дзеркал, антеною, аудіопроводкою, динаміками. Кузов мав двостороннє гальванічне антикорозійне покриття.
Accord шостого покоління на момент свого випуску відповідав найсуворішим критеріям безпеки. На автомобіль встановили дві подушки безпеки, дверні зміцнюючі балки, триточкові ремені безпеки на задніх сидіннях, а також все, що допомагає водієві керувати машиною — система ABS, вентильовані гальмівні диски і слухняне рульове управління. У 2001 році відбувся невеликий рестайлінг.
Крім того, в Японії паралельно з Accord випускалася модель Torneo, яка повністю повторює модельний ряд Accord седан, але відрізнялася іншою оптикою, бамперами і оперенням. Також за OEM угодою з концерном Isuzu компанія Honda виробляла для нього автомобіль Isuzu Aska, що був повною копією (за винятком решітки радіатора і емблем з написами) Accord VTS. З 6-го покоління всі японські моделі Accord оснащувалися електричним підсилювачем керма. В Японії замість модифікації Type R випускалася модифікація Euro R (в тому числі і для Torneo).
Також у 2000 році, окремою невеликою серією, випускався Accord в кузові седан для Сінгапуру, відмітними особливостями був двигун F20B5 2,0 л (147 к.с.), в автомобілі, створеному на основі американської моделі, був злегка змінений вигляд кузова і оптики, а також світлий шкіряний салон.

### Двигуни
Європейська версія (1998—2002)
| Двигун              | Об'єм [см³] | Тип двигуна | Потужність [к.с.] при об/хв | Крутний момент [Нм] при об/хв | Розгін 0-100 км/год [с] | Макс. швидкість [км/год] |            |            |            |
| Бензинові:          | Бензинові:  | Бензинові:  | Бензинові:                  | Бензинові:                    | Бензинові:              | Бензинові:               | Бензинові: | Бензинові: | Бензинові: |
| ------------------- | ----------- | ----------- | --------------------------- | ----------------------------- | ----------------------- | ------------------------ | ---------- | ---------- | ---------- |
| 1.6 SOHC            | 1590        | I4          | 116 (85)/6400               | 140/5100                      | 12,2                    | 190                      |            |            |            |
| 1.8 SOHC VTEC       | 1850        | I4          | 136 (100)/6000              | 175/4800                      | 10,7                    | 210                      |            |            |            |
| 2.0 SOHC VTEC       | 1997        | I4          | 147 (108)/6000              | 184/4800                      | 10,3                    | 210                      |            |            |            |
| 2.2 DOHC VTEC       | 2157        | I4          | 212 (156)/7200              | 215/6700                      | 7,2                     | 228                      |            |            |            |
| 2.3 SOHC VTEC       | 2254        | I4          | 154 (113)/5700              | 206/4700                      | 9,9                     | 209                      |            |            |            |
| 3.0 VTEC            | 2997        | V6          | 200/5500                    | 264/4700                      | 8 (automat)             | 225                      |            |            |            |
| Дизельні:           |             |             |                             |                               |                         |                          |            |            |            |
| 2.0 i-TD, CTDI SOHC | 1994        | I4          | 105 (77)/4200               | 210/2000                      | 13,3                    | 185                      |            |            |            |

Всі моделі
| Модель      | Роки випуску | Код моделі | Кузов   | Об'єм    | Потужність кВт (к.с.) | Країна продажу | Код двигуна      | Примітки    |        |
| Бензин      | Бензин       | Бензин     | Бензин  | Бензин   | Бензин                | Бензин         | Бензин           | Бензин      | Бензин |
| ----------- | ------------ | ---------- | ------- | -------- | --------------------- | -------------- | ---------------- | ----------- | ------ |
| 2.3         | 1998–2002    | CF6        | Wagon   | 2254 см³ | 4                     | 118 (160)      | Японія           | F23A        |        |
| 2.3         | 1998–2002    | CF7        | Wagon   | 2254 см³ | 4                     | 115 (158)      | Японія           | F23A з 4х4  |        |
| 3.0 V6 24V  | 1998–2002    | CG2        | Coupé   | 2997 см³ | 6                     | 147 (200)      | Канада, США, ОАЕ | J30A1       |        |
| 2.3         | 1998–2002    | CG3        | Coupé   | 2254 см³ | 4                     | 110 (150)      | Канада, США, ОАЕ | F23A        |        |
| 2.0 i 16V   | 1998–2002    | CG4        | Coupé   | 1997 см³ | 4                     | 108 (147)      | Європа           | F20B5       |        |
| 3.0 V6 VTEC | 1998–2002    | CG2        | Coupé   | 2997 см³ | 6                     | 147 (200)      | Європа           | J30A1       |        |
| 1.6 i       | 1998–2002    | CG7        | седан   | 1590 см³ | 4                     | 85 (116)       | Європа           | D16B6       |        |
| 1.8 i       | 1998–2002    | CG8        | седан   | 1850 см³ | 4                     | 100 (136)      | Європа           | F18B2       |        |
| 2.0 i       | 1998–2002    | CG9        | седан   | 1997 см³ | 4                     | 108 (147)      | Європа           | F20B6       |        |
| 2.2 Type-R  | 1999–2002    | CH1        | седан   | 2157 см³ | 4                     | 156 (212)      | Європа           | H22A7       |        |
| 1.6 i       | 1999–2002    | CH5        | ліфтбек | 1590 см³ | 4                     | 85 (116)       | Європа           | D16B6       |        |
| 1.8 i       | 1999–2002    | CH6        | ліфтбек | 1850 см³ | 4                     | 100 (136)      | Європа           | F18B2       |        |
| 2.0 i       | 1999–2002    | CH7        | ліфтбек | 1997 см³ | 4                     | 108 (147)      | Європа           | F20B6       |        |
| 2.3         | 1999–2002    | CH9        | Wagon   | 2258 см³ | 4                     | 147 (200)      | Японія           | H23A        |        |
| 2.2 Euro R  | 2000–2002    | CL1        | седан   | 2157 см³ | 4                     | 162 (220)      | Японія           | H22A        |        |
| 2.3         | 2000–2002    | CL2        | Wagon   | 2258 см³ | 4                     | 140 (190)      | Японія           | H23A з 4х4  |        |
| 2.3         | 2001–2002    | CL3        | седан   | 2254 см³ | 4                     | 113 (154)      | Європа           | F23Z5       |        |
| 2.3         | 2001–2002    | CL4        | ліфтбек | 2254 см³ | 4                     | 113 (154)      | Європа           | F23Z5       |        |
| Дизель      |              |            |         |          |                       |                |                  |             |        |
| 2.0 TDi     | 1999–2000    | CH2        | седан   | 1994 см³ | 4                     | 77 (105)       | Європа           | Rover 20T2N |        |
| 2.0 TDi     | 1999–2002    | CH8        | ліфтбек | 1994 см³ | 4                     | 77 (105)       | Європа           | Rover 20T2N |        |

## Сьоме покоління (2002—2008)

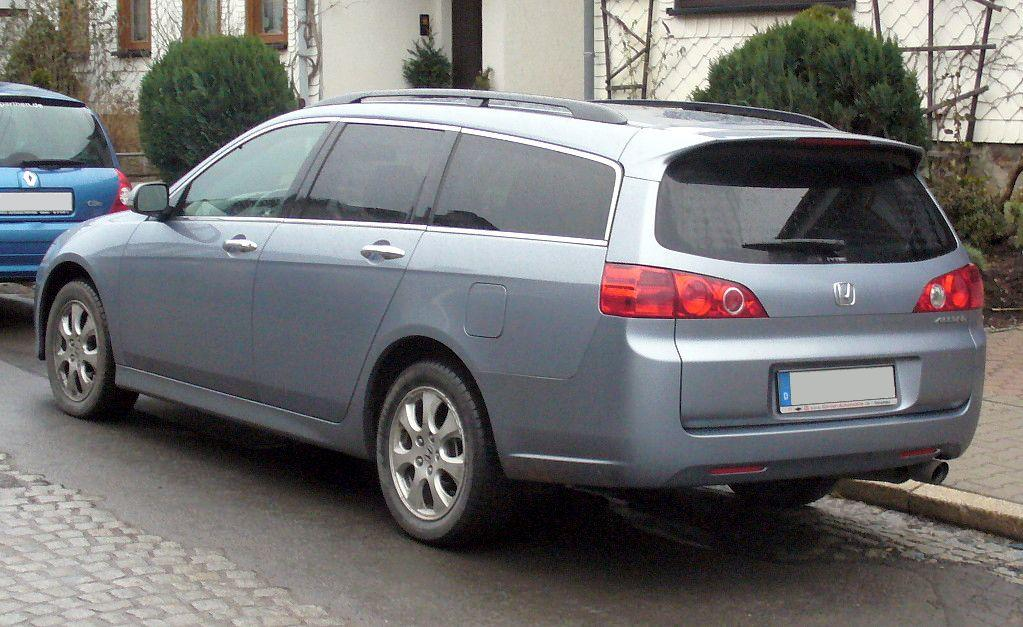
Honda Accord 7 Tourer (Європа, Японія)

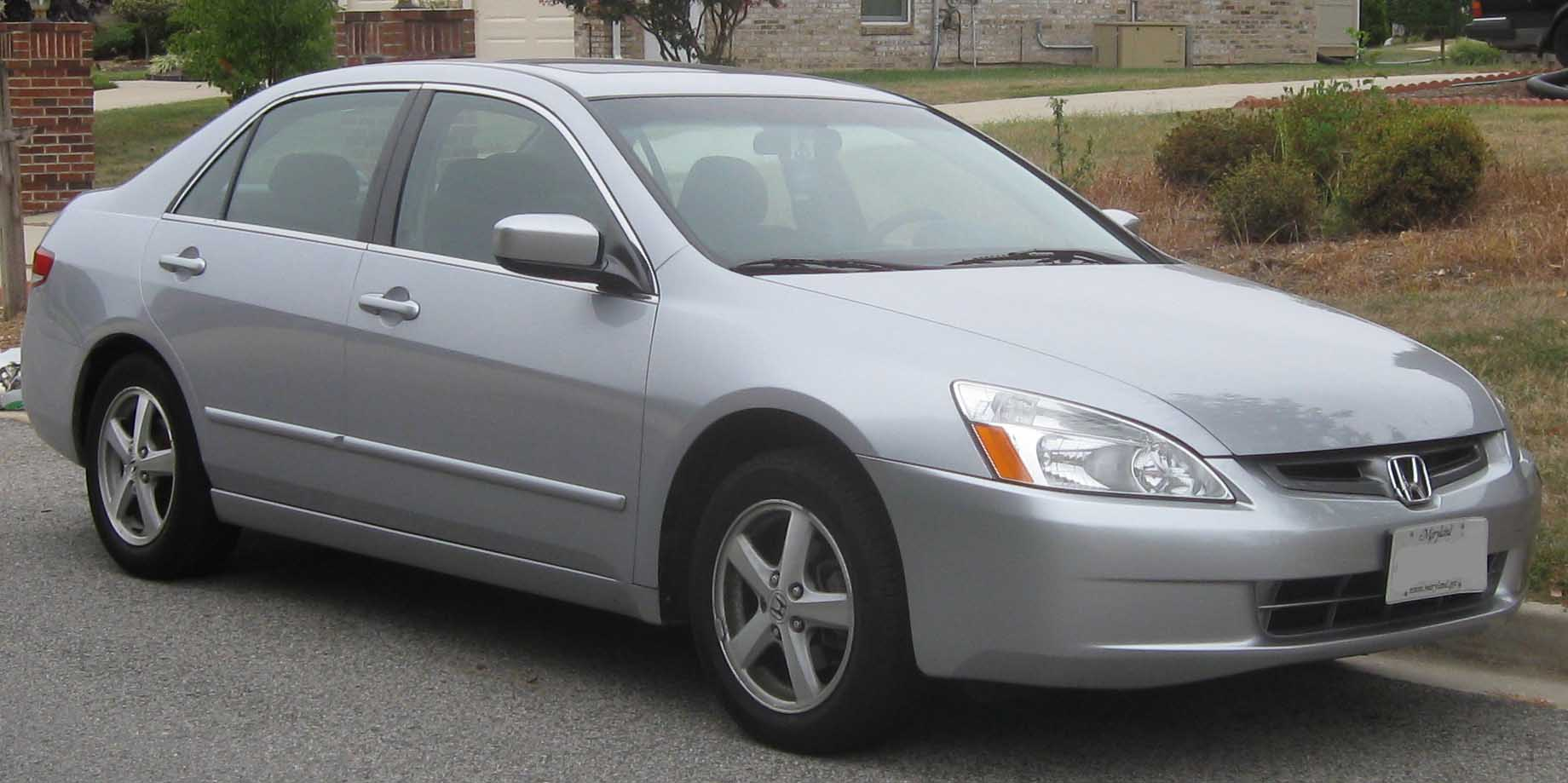
Honda Accord 7 (США)

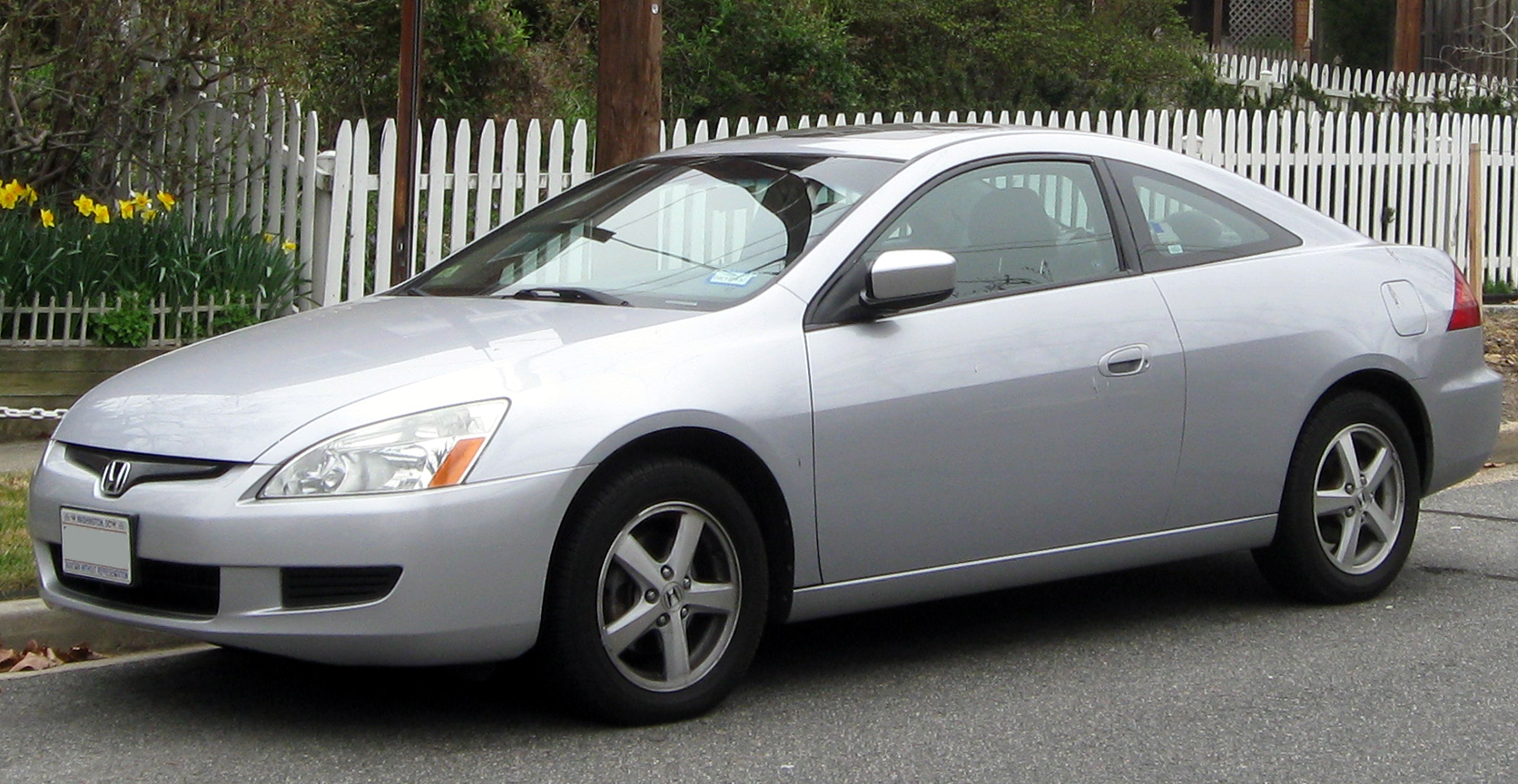
Honda Accord 7 купе (США)

У сьомому поколінні для різних ринків випускалися зовсім різні машини, але тепер їх не три, як в шостому поколінні, а дві — «великий» для Америки, Сінгапуру, Китаю, Таїланду і, можливо, ще ряду країн і «маленький» — для Європи і Японії. Японський і Європейський Accord стали практично однаковими. При цьому будь-яких конструктивних змін у конструкцію внесено не було — платформа та двигуни дісталися сьомому поколінню без особливих змін. Сьоме покоління поєднує в собі риси спортивного автомобіля, і практичність сімейного седана. Різниця між версіями для внутрішнього і на експорт була мінімальна, що пояснюється тим, що вимоги до сучасного сімейного седана стали універсальними у всьому світі. Базова версія Accord належала до сегмента «2-літрових седанів», а його топ-версія пропонувалася і з більш потужним і тяговитим двигуном робочим об'ємом в 2,4 л. Accord сьомого покоління оснащувався системою зміни фаз газорозподілу i-VTEC.
Створюючи сьоме покоління Accord інженери компанії перейшли від традиційної конструкції підвісок на подвійних поперечних важелях для передніх і задніх коліс до більш складної і вдосконаленою підвісці коліс, що забезпечує особливу плавність їзди, точність і стійкість в управлінні, а також переваги в компонуванні. Оздоблення салону була виконана на досить високому рівні.
Новий седан і універсал (сьомого покоління) полюбилися багатьом. Хонда Акорд позиціонувався як сімейний автомобіль, але разом з тим модифікація Type S, натякає на те, що автомобіль не позбавлений спортивного запалу. Машина оснащувалася 2,0 (155 к.с.) літровим і 2.4 (190 к.с.) літровим бензиновим моторами, також був дизельний двигун об'ємом 2.2 (140 к.с.) літра. Хонда Акорд у сьомому поколінні дебютувала в 2002 році і пропонувалася відразу для трьох ринків: Європи, США та Японії. Однак модель для США (UC) зовнішністю помітно відрізнялася від європейської, начинкою втім теж. Також для внутрішнього японського та європейського ринків була доступна заряджена версія «Euro R», на яку встановлювався атмосферний двигун K20A, об'ємом 2 літри, який продукував 220 к.с., завдяки використанню фіромової системи газорозподілу VTEC. У 2007 році на честь 30 річчя моделі Акорд компанія Хонда випустила на європейський ринок версію Accord Special Edition, яка від стандартної відрізнялася ексклюзивним забарвленням «White Pherl» комплектацією і оформленням інтер'єру. Дана версія і стала останньою сторінкою в історії сьомого Акорду. «Сьомий» Акорд запам'ятався зміщенням акцентів у бік «преміум».
Автомобіль був підданий рестайлінгу в жовтні 2005 року.

## Восьме покоління (2008—2012)

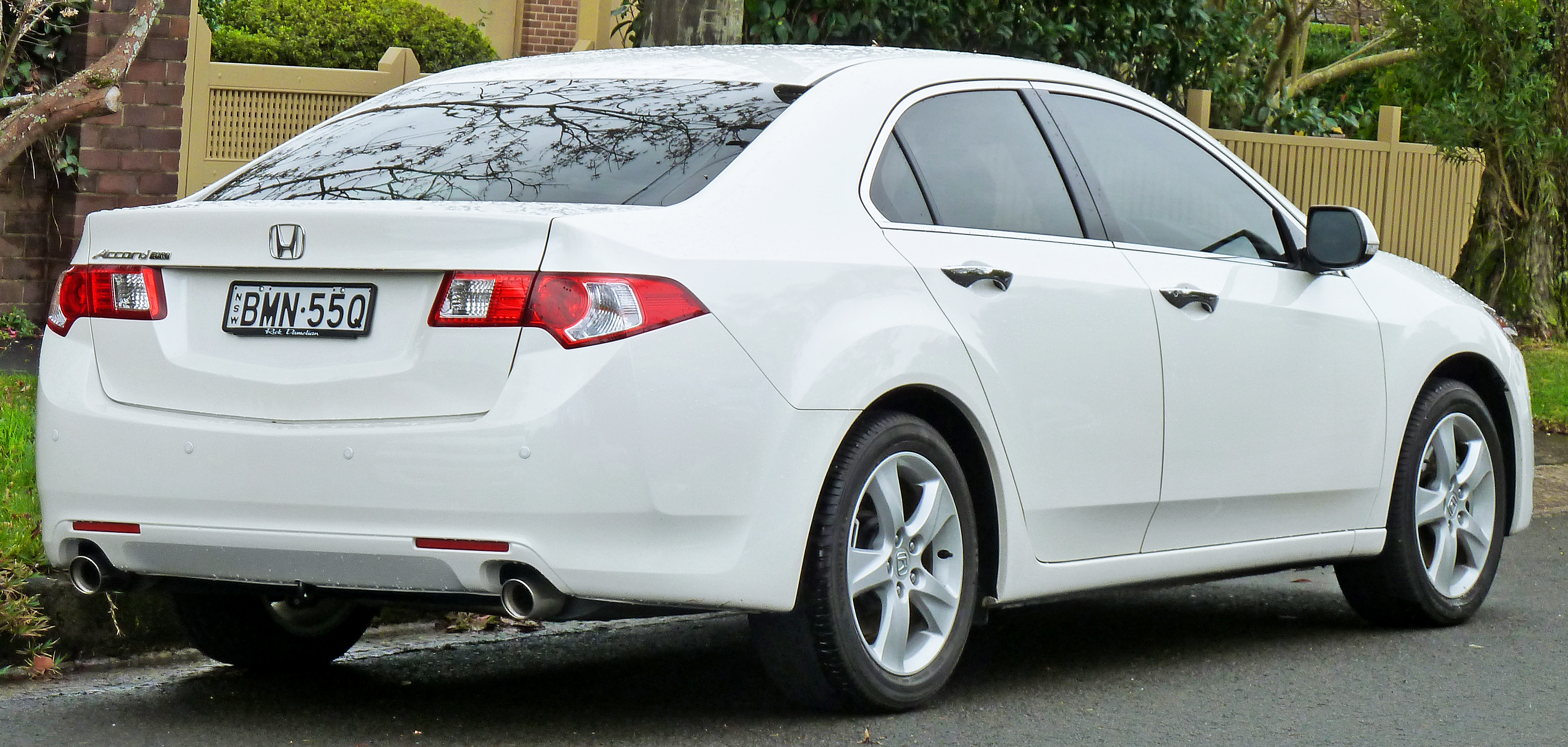
Honda Accord 8 (Європа, Японія)

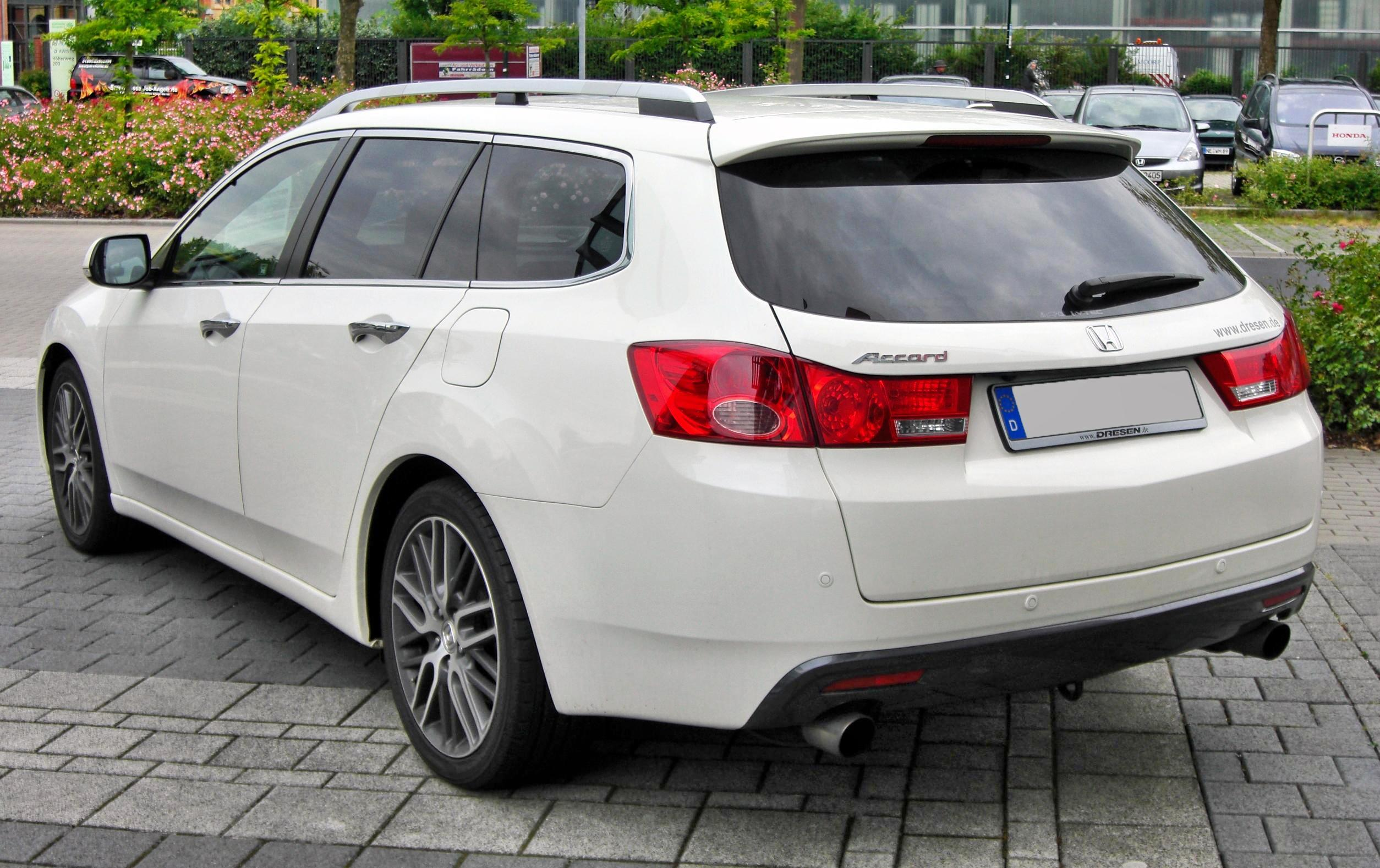
Honda Accord 8 Tourer (Європа, Японія)

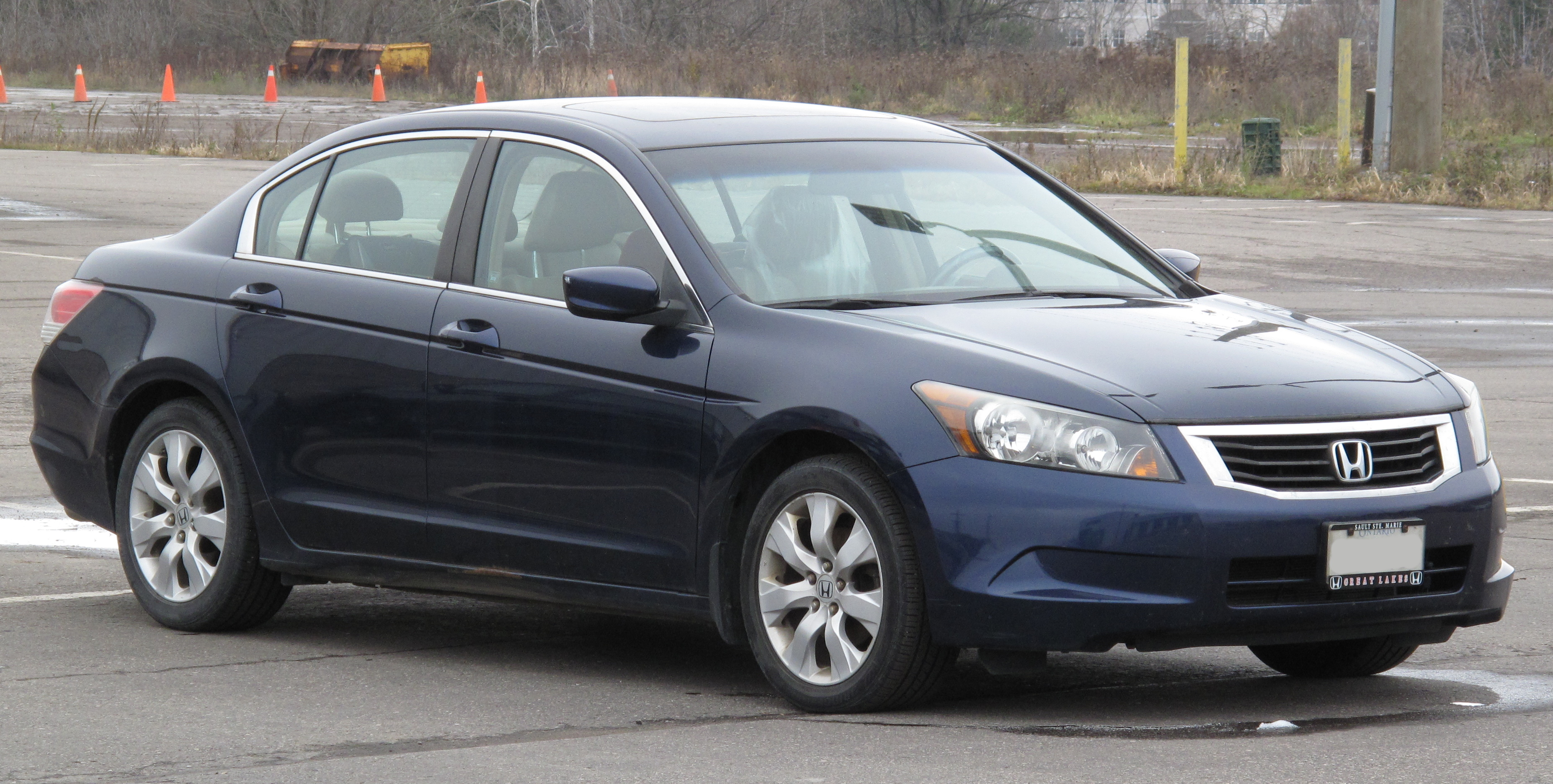
Honda Accord 8 (США)

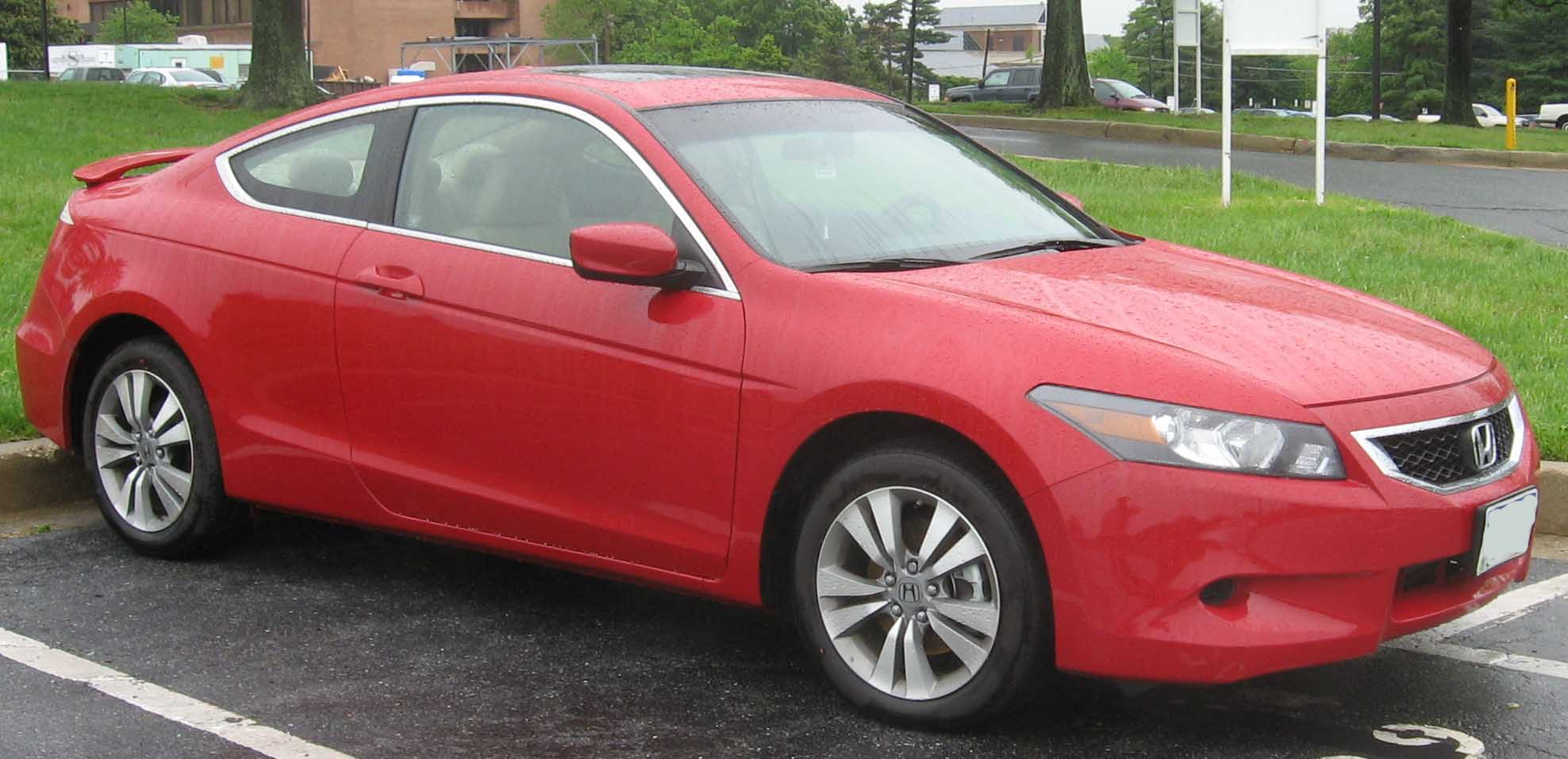
Honda Accord 8 Coupe (США)

Представлений в березні 2008-го. Вперше всі моделі забезпечені електропідсилювачем керма (до цього — тільки моделі для Японського ринку).
Як і сьоме покоління, включає в себе, по суті, дві різні машини — «маленький» (CU/CW) і «великий» (CP/CS) Акорди. Обидва існують в кузові седан, «великий» має крім того кузов купе, а «маленький» кузов універсал. Різні Акорди призначені для різних ринків. Так, «маленький» для Європи (включаючи Україну) і Японії, «великий» — для США, Канади, Китаю, Таїланду, Сінгапуру. В Австралії продаються обидва — «великий» як просто Accord, а «маленький» як Accord Euro. Крім того, на ринках де продається «великий» Акорд часто продається і «маленький», але під іншими назвами, наприклад для Китаю це Spirior, для США — Acura TSX. Те ж і з «великим» — в Японії він продається як Honda Inspire
У плані безпеки Honda Accord з кожним поколінням демонструє еволюційний розвиток, повністю відповідає сучасним вимогам. Так, в штатному оснащенні автомобілі отримали комплект з шести подушок безпеки, активні підголівники. У базовій комплектації присутній широкий набір електронних систем: антиблокувальна (ABS), розподілу гальмівного зусилля (EBD), допоміжна гальмування (BAS), контролю стійкості (ESP), антипробуксовочна система (TCS). З інших корисних «дрібниць» — дзеркала з функцією автопідстроювання при включенні задньої передачі, паркувальна камера і камера заднього огляду.
Американський Accord був більший за євро-версію. Довжина седана досягала 4950 мм, а відстань між осями — 2799 мм.
На Женевському автосалоні в березні 2011 року була представлена модернізована модель Accord для Європи, яка з'явилася на ринку в квітні. Оновили бампери, решітку радіатора і світлотехніку. У топових комплектаціях з'явилися біксенонові фари з додатковими секціями в блок-фарах для підсвічування поворотів. Інженери не залишили без уваги і технічну частину. Шини зі зниженим опором коченню і спеціальні обтічники під днищем, що оптимізують аеродинаміку, скоротили витрати палива. На це було направлено і зменшення втрат на тертя в конструкції моторів. А ще рестайлінговий Accord Type S отримав 180-сильний турбодизель 2.2.
Влітку 2015 року компанія Honda припинила випуск Accord, призначеної для європейського ринку, на інших ринках з 2012 року почало продаватись 9-го покоління моделі.

## Дев'яте покоління (2012—2017)

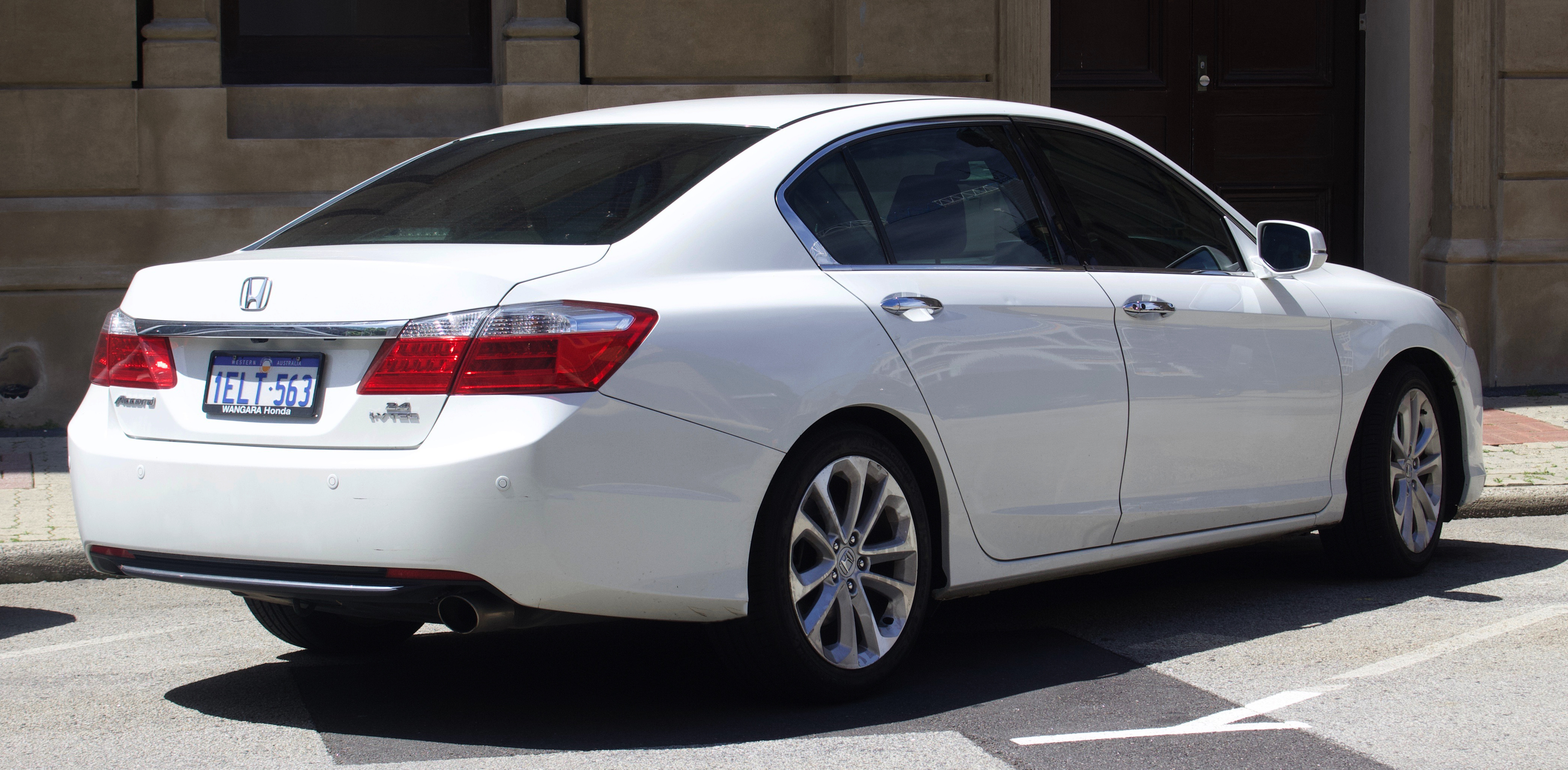
Honda Accord 9

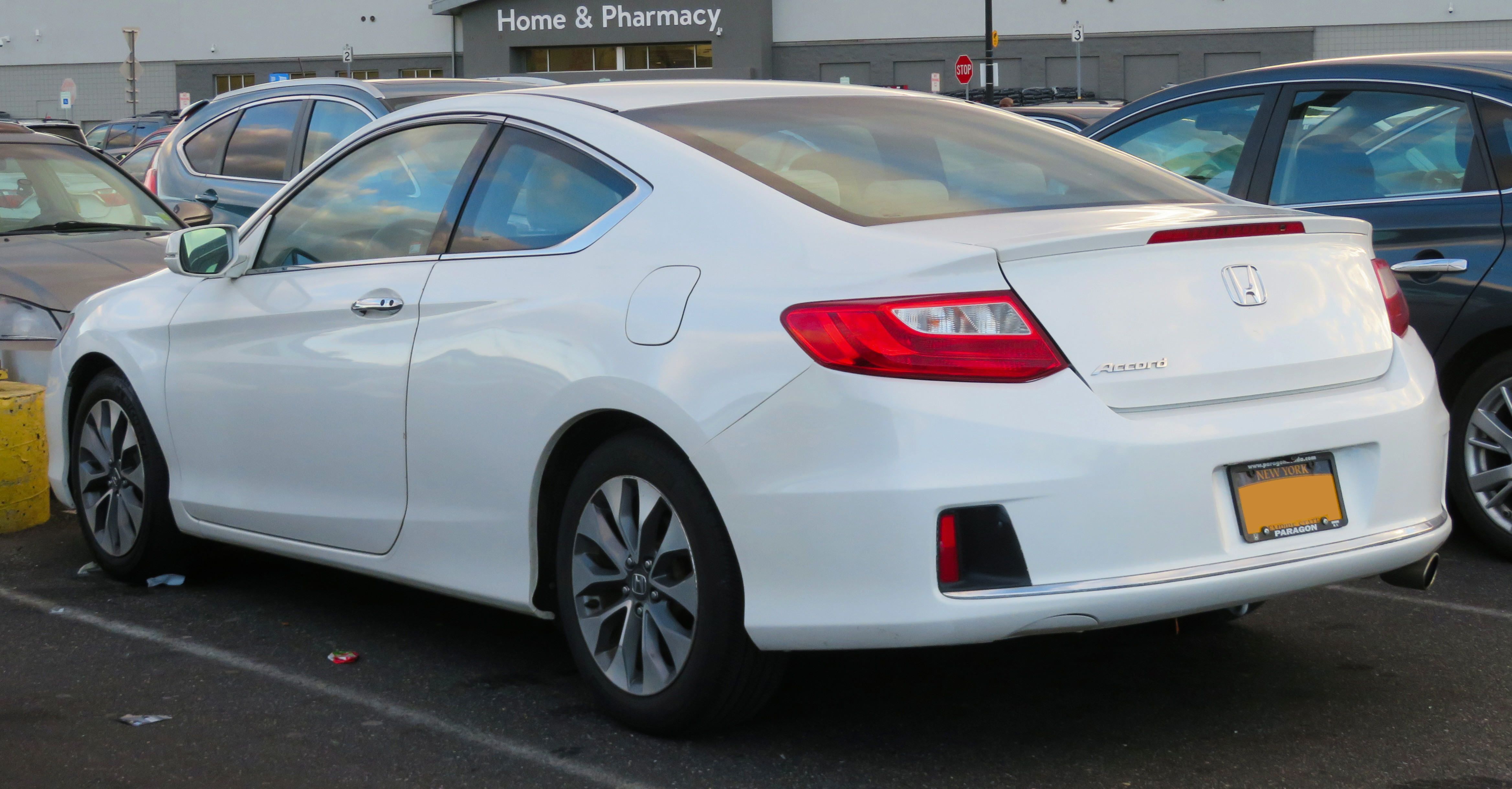
Honda Accord Coupe

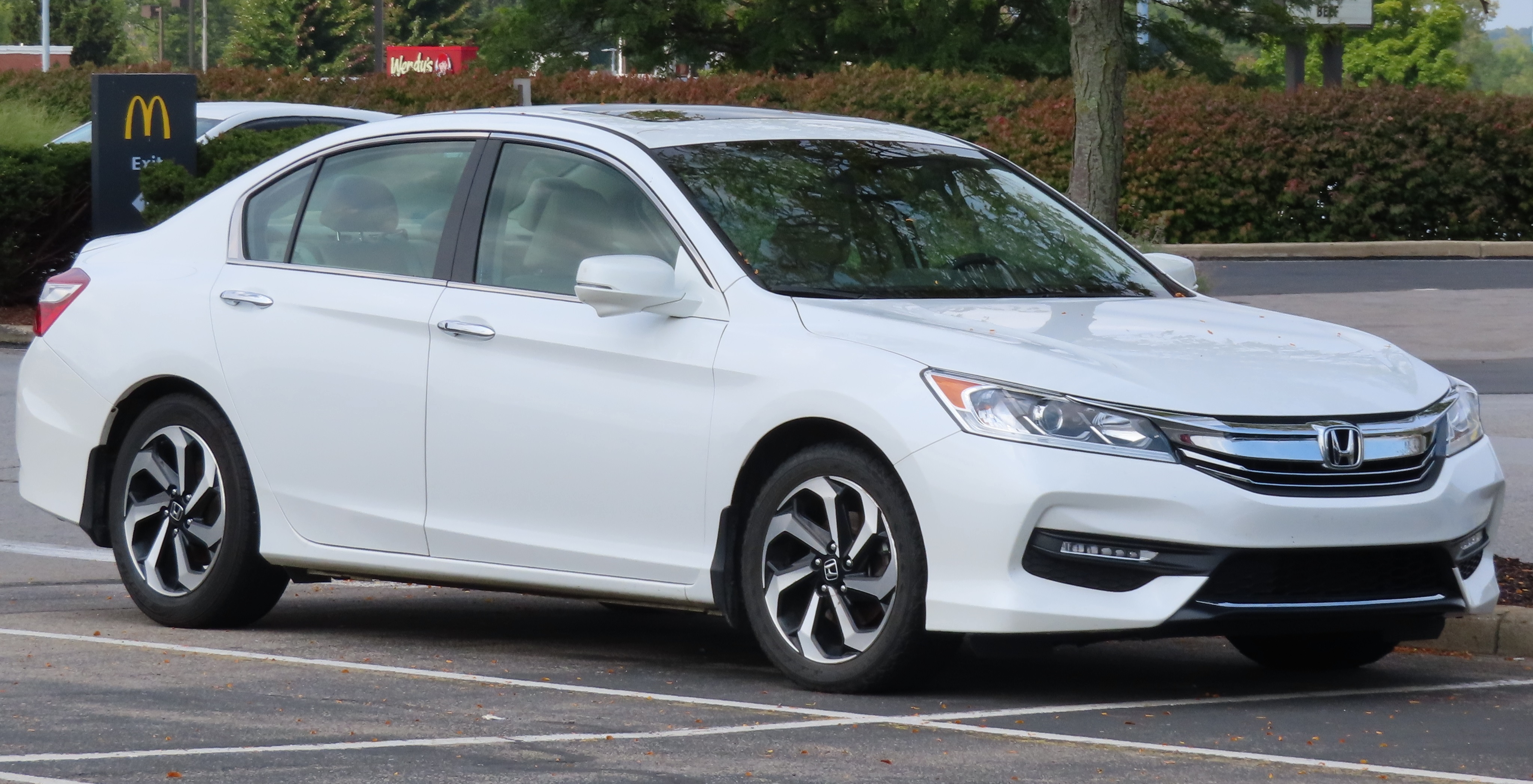
Honda Accord 9 (2015—2017)

Honda Accord Coupe Concept показали на Північноамериканському міжнародному автосалоні в Детройті в 2012 році. У серпні 2012 року компанія випустила початкову партію автомобілів дев'ятого покоління (CR/CT) в кузові седан. Серійні версії седана і купе були офіційно оприлюднені на початку вересня 2012 року. Accord седан надійшов у продаж 19 вересня 2012 року в Сполучених Штатах, з купе після 15 жовтня. Відповідні дати початку продажів в Канаді для седана і купе 24 вересня 2012 і 1 листопада 2012, відповідно.
Підвіска Accord: попереду — стійки Макферсон, ззаду — багатоважільна конструкція. Але завдяки змінам, проробленим в порівнянні з попереднім поколінням, значно поліпшена стабільність водіння. Поліпшено також аеродинамічні характеристики моделі, щоб додатково звести до мінімуму витрати палива.
Модель не продавалась на європейському ринку через низьку рентабельність.
У перших трьох варіантах комплектацій пропонується 2,4-літровий мотор i-VTEC (180 к.с.) з 5-ступінчастим «автоматом». У комплектації Sport можна замовити і 6-ступінчасту МКПП — втім, це єдиний варіант з «механікою». Найпотужнішою в лінійці нового Accord є версія з 3,5-літровим V6 i-VTEC (280 к.с.) — її можна придбати тільки в комплектації Premium з 6-ступінчастою АКП. Обидва силові агрегати нової серії Earth Dream Technologies здатні працювати на паливі АІ-92. Двигун V6 також має систему деактивації частини циліндрів при малих навантаженнях. Завдяки цьому досягається висока економія палива.
Влітку 2015 року оновлення спіткало і американський варіант. Від дорестайлінгової машини новинка різнилась бамперами, капотом, решіткою радіатора і ліхтарями. У салоні — нова мультимедійна система з семидюймовим сенсорним екраном і підтримкою Apple CarPlay і Android Auto, камера заднього виду, системи попередження фронтальних зіткнень і стеження за рядності руху, адаптивний круїз-контроль. Силові агрегати залишилися колишніми, і лише бензоелектрична модифікація додала в потужності (до 218 сил).

## Десяте покоління (2017—2022)

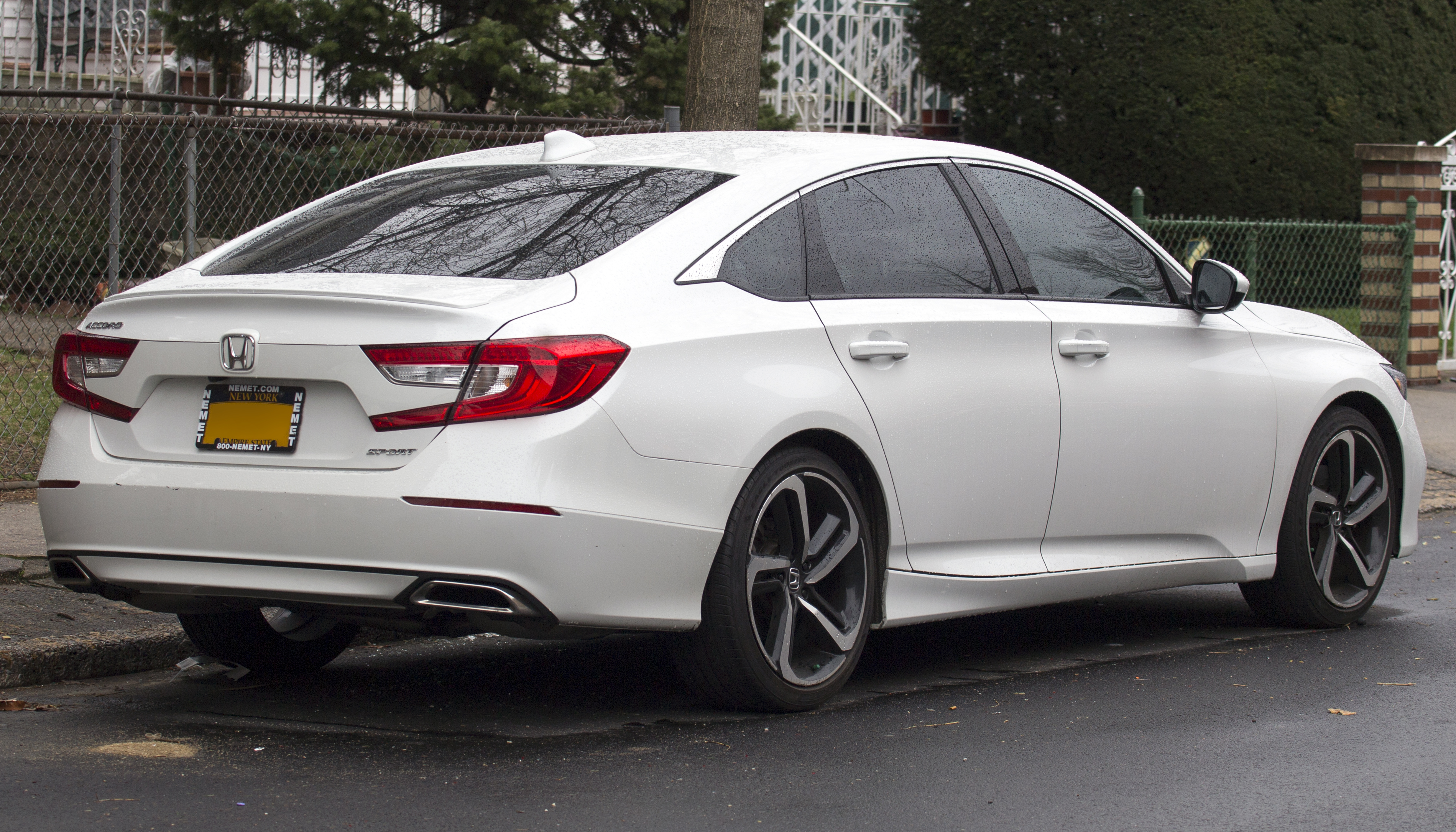
Honda Accord 10

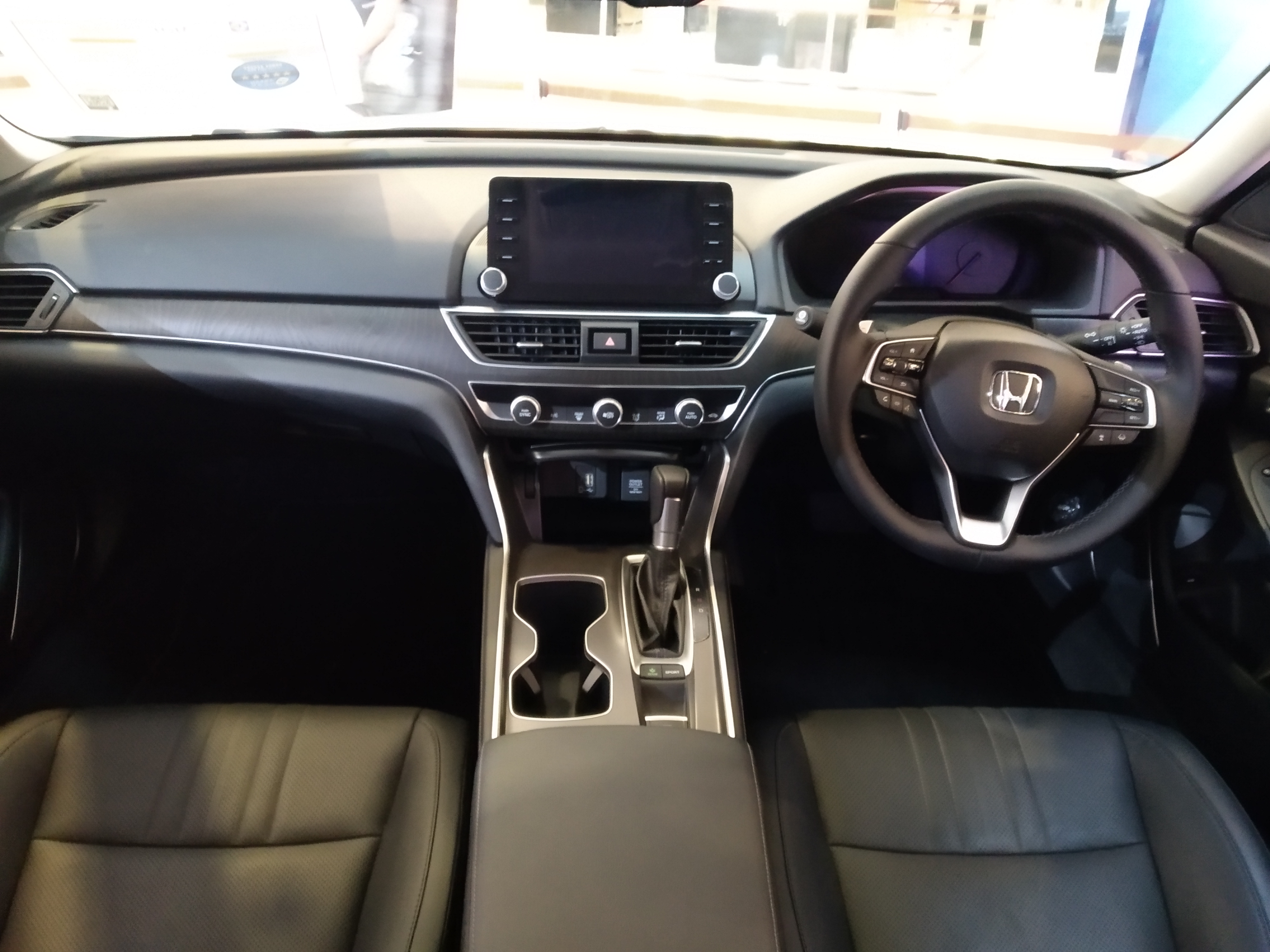

14 липня 2017 року Honda представила десяте покоління 4-дверного седана Accord (CV). Виробництво почалося 18 вересня 2017 року, а продажі почалися в жовтні 2017 року як модель 2018 року.
Побудований Accord на модульній платформі, яка лягла в основу останніх моделей Civic і CR-V. Схема підвісок така ж, як і в попередній моделі, але в передніх стійках McPherson застосовуються нові L-подібні важелі й усе це монтується на іншому алюмінієвому підрамнику. Задня багатоважільна підвіска стала компактнішою, її підрамник кріпиться до кузова через втулки, заповнені рідиною.
Автомобіль оснащений стандартним для всіх моделей 1,5-літровим турбонаддувом L15BE або 2.0 літровим турбодвигуном K20C4, пізніше представлять версію Hybrid. Виробництва моделі Coupe та двигуна V6 в цьому поколінні не буде.
З чистого аркуша інженери розробили і конструкцію кузова. На даний момент Accord — чемпіон серед масових моделей Honda за кількістю надміцних сортів сталі. Таких у седана 29 % (замість 17,2 % раніше). А всього на сталі з межею міцності на розрив понад 440 МПа доводиться 54,2 %. В результаті жорсткість кузова на кручення і на вигин збільшилася на 32 і 24 % відповідно. Споряджена маса автомобіля, навпаки, знизилася — на 50-80 кг. Модель важить від 1438 до 1610 кг в залежності від двигуна, коробки передач і оснащення.

#### Оновлення 2021 року

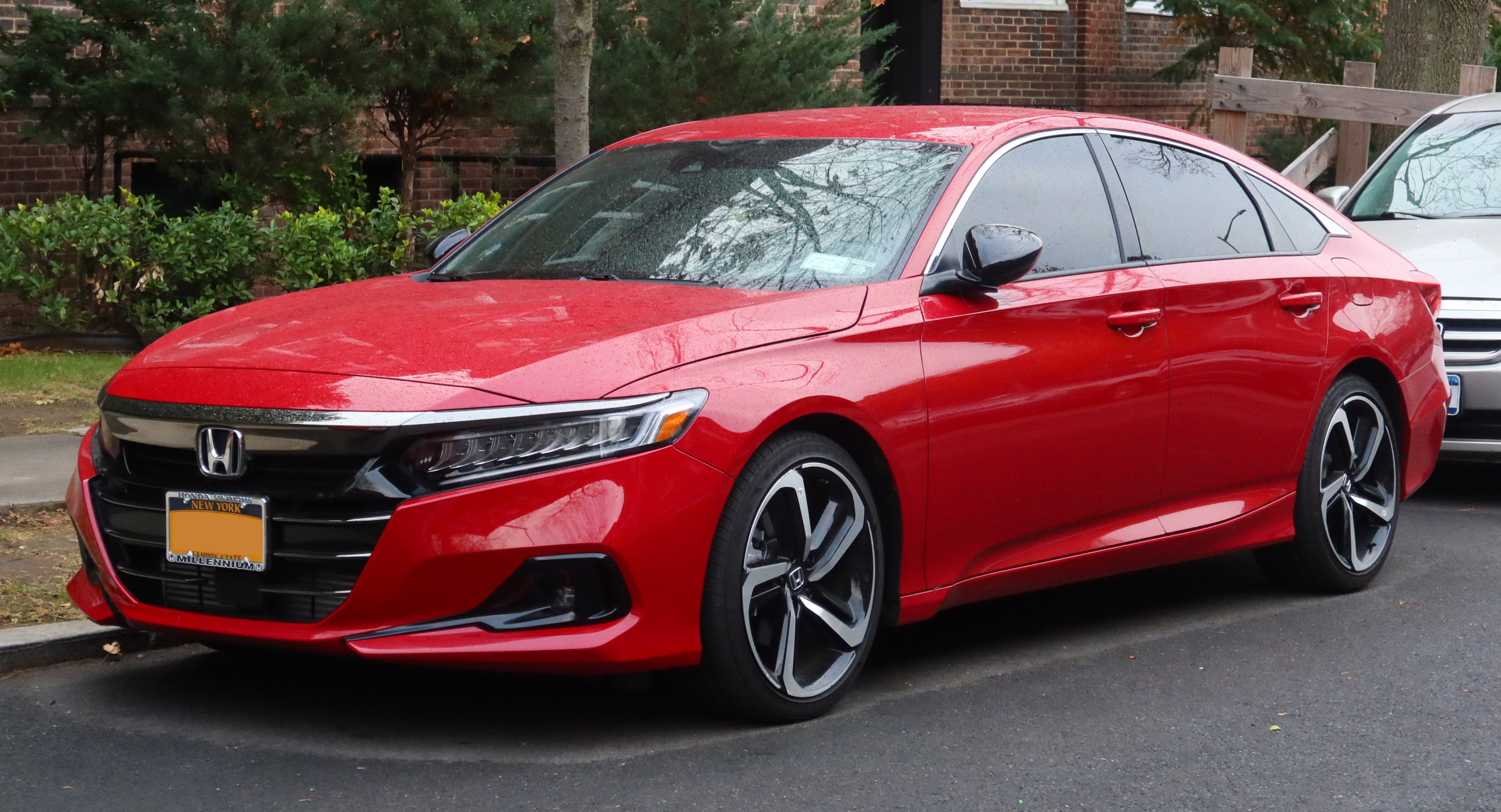
Honda Accord 10

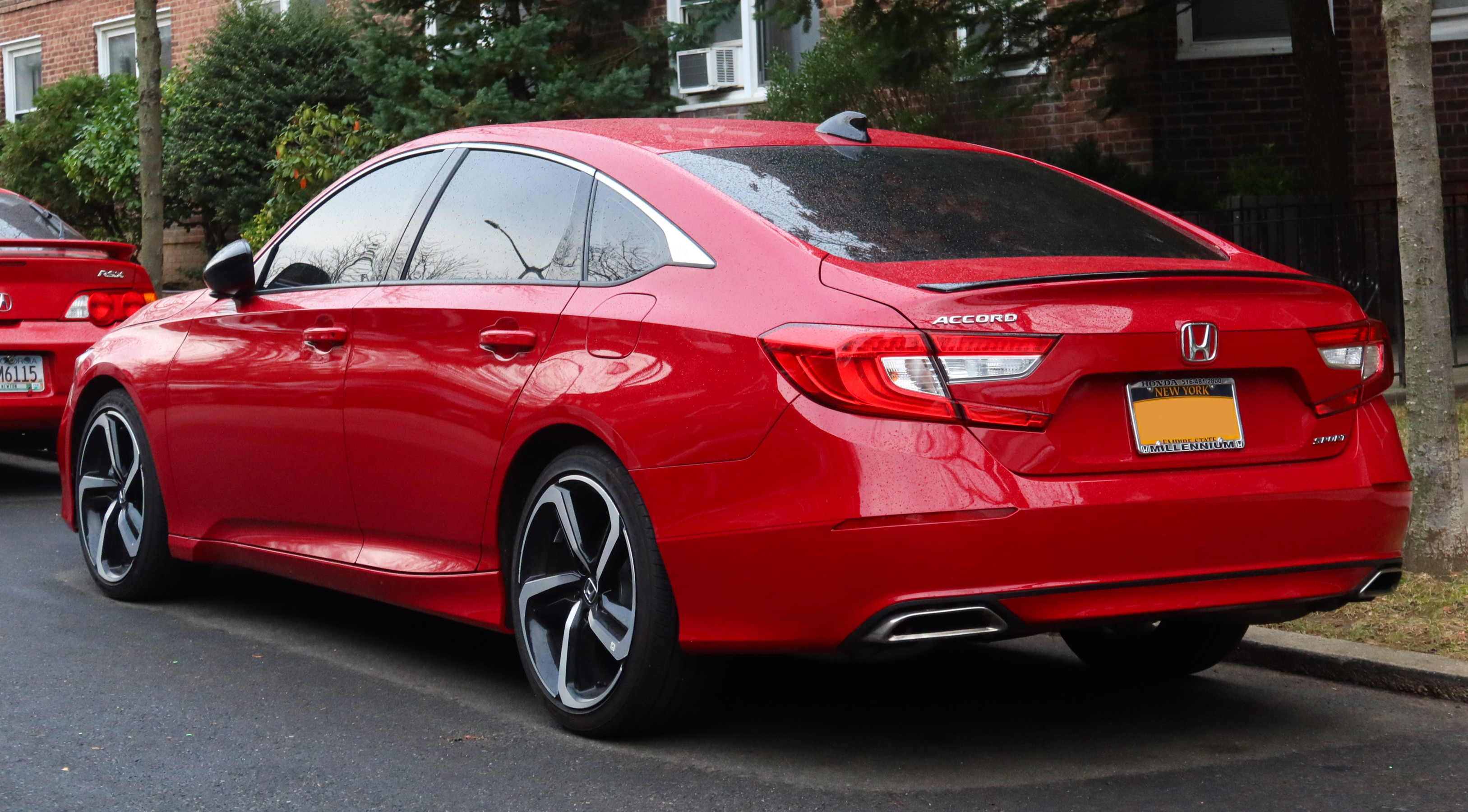
Honda Accord 10

У жовтні 2020 року Honda представила оновлення для актуальної генерації.
Мультимедіа з восьмидюймовим тачскріном і підтримкою Android Auto і Apple CarPlay тепер входить в базове оснащення, в старших версіях вона підтримує бездротову інтеграцію смартфонів. Розташування передніх USB-портів змінили заради зручнішого доступу й додали два задніх слота в багаті комплектації.
З 2021 року Honda Accord недоступний з механічною коробкою переключення передач. Всі стандартні комплектації седана поставляються з варіатором або опціональним 10-ступеневим автоматом.

### Двигуни
- 1,5 л L15BE i-VTEC I4 195 к.с. 260 Нм (CV1)
- 1,5 л L15BG i-VTEC I4 190 к.с. 243 Нм (CV1)
- 2.0 л K20C4 i-VTEC I4 255 к.с. 370 Нм (CV2)
- 2.0 л i-VTEC I4 PGM-Fi DOHC + 2 електродвигуни (Accord Hybrid) 215 к.с. 315 Нм (CV3)

## Одинадцяте покоління (2022—теперішній час)

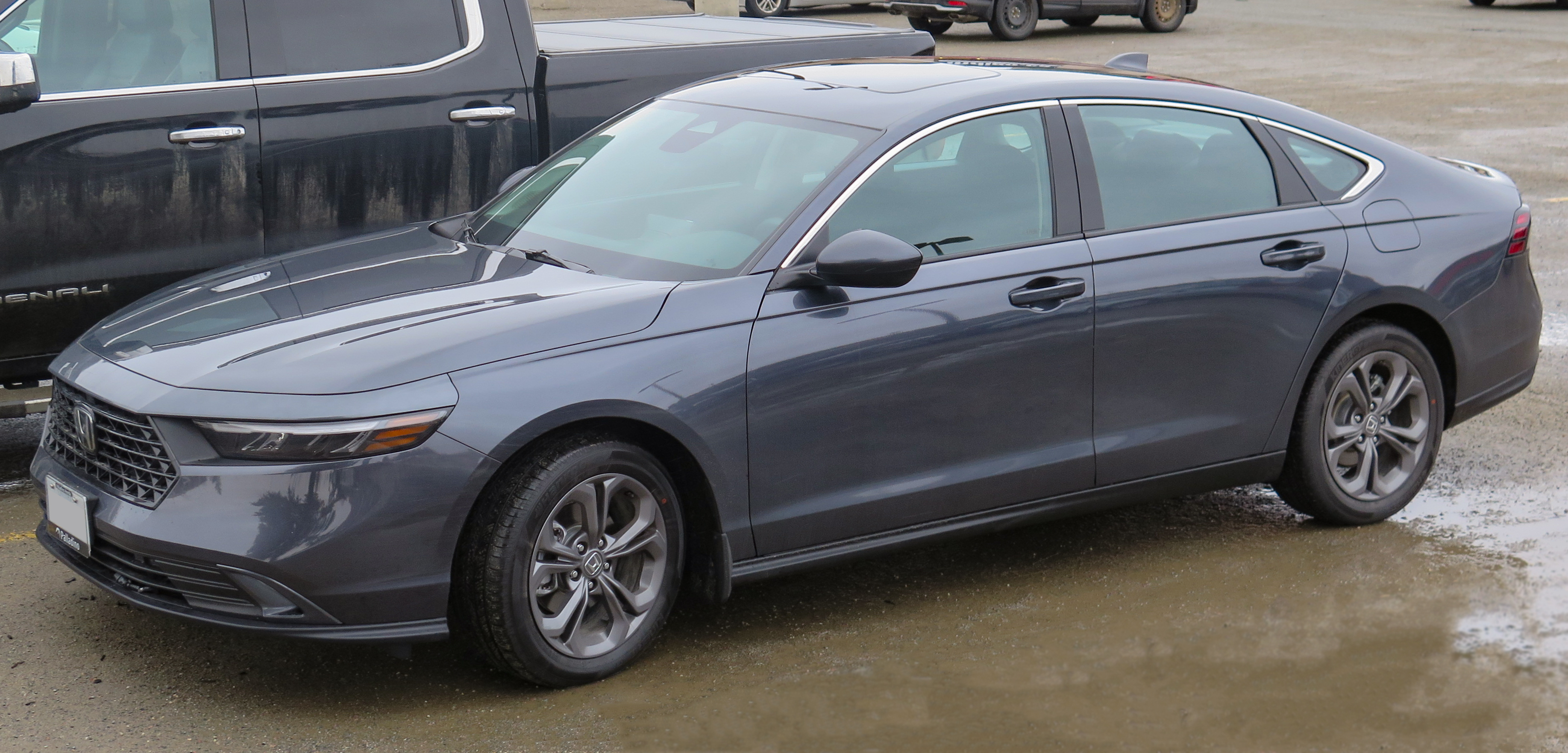
Honda Accord 11

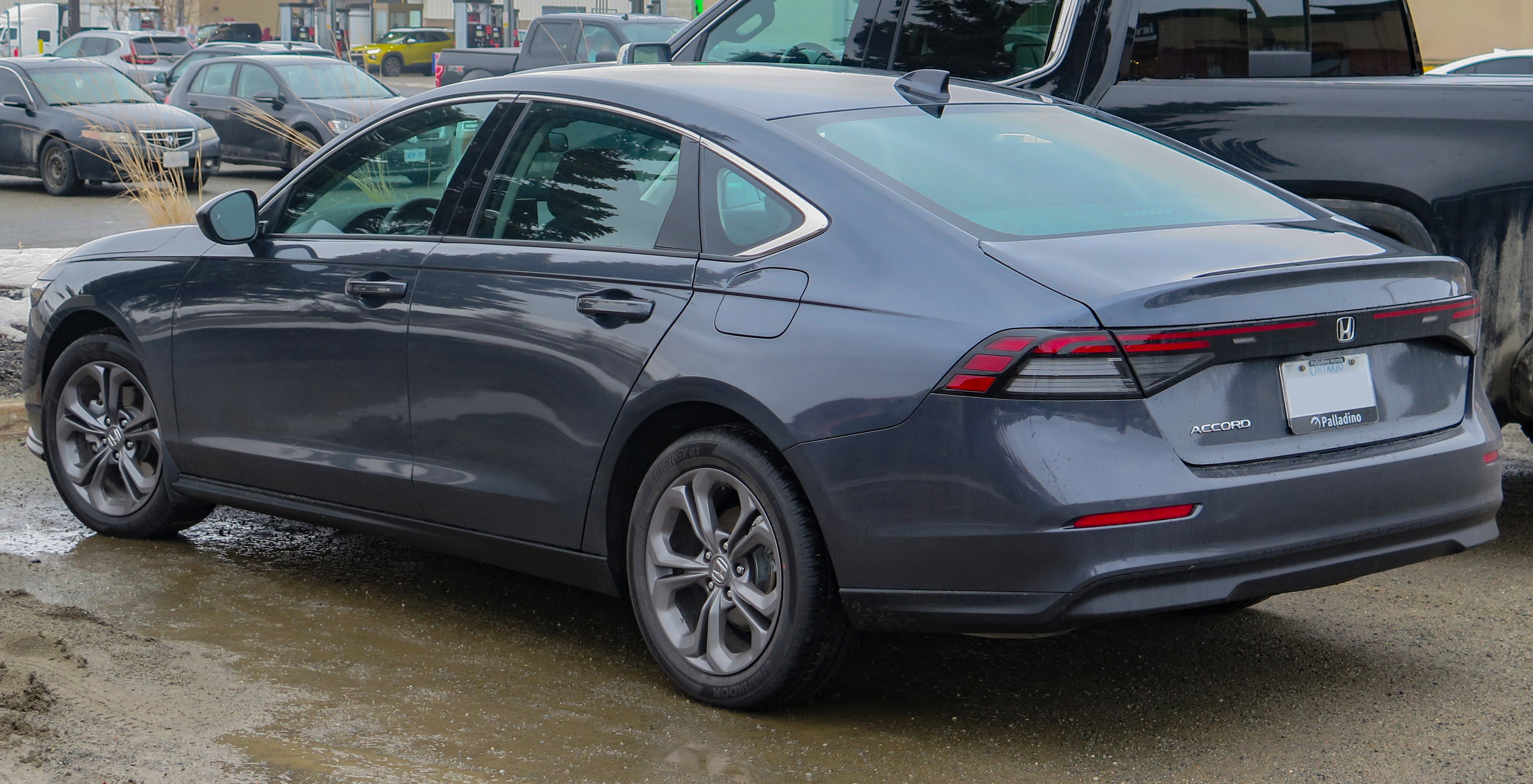
Honda Accord 11

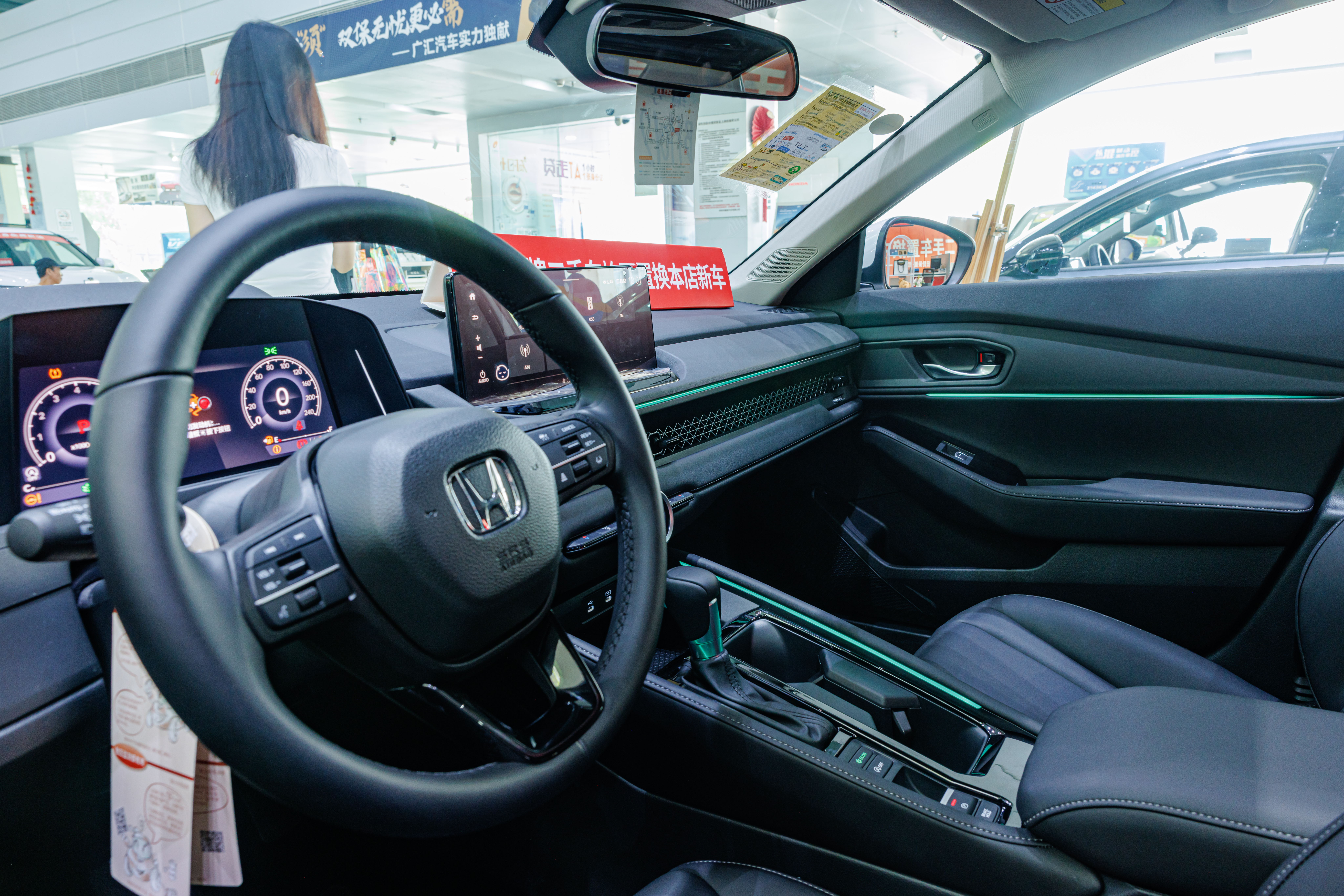

10 листопада 2022 року було представлено одинадцяте покоління Accord для продажу в 2023 модельному році. Седан отримав новий дизайн кузова та інтер'єру. В салоні Accord з'явилась 10,2-дюймова цифрова панель приладів. Гібридні версії пропонують 12,3-дюймовий сенсорний екран інформаційно-розважальної системи, а бензинові - 7-дюймовий.  

### Двигуни
Бензиновий:
- 1.5 L L15BE turbo I4 192/195 к.с. 260 Нм (CY1)

hybrid:
- 2.0 L I4 + 2 електродвигуни 207 к.с. 335 Нм (CY2)

plug-in hybrid:
- 2.0 L LFB-19 I4 + 2 електродвигуни  207 к.с. 335 Нм (CY3, Китай)

## Продажі в США
| Рік  | Всього авто | Accord Hybrid | Accord Crosstour |
| ---- | ----------- | ------------- | ---------------- |
| 1999 | 404,192     |               |                  |
| 2000 | 404,515     |               |                  |
| 2001 | 414,718     |               |                  |
| 2002 | 398,980     |               |                  |
| 2003 | 397,750     |               |                  |
| 2004 | 386,770     |               |                  |
| 2005 | 369,293     | 16,826        |                  |
| 2006 | 354,441     | 5,598         |                  |
| 2007 | 392,231     | 3,405         |                  |
| 2008 | 372,789     | 198           |                  |
| 2009 | 290,056     | 1             | 2,564            |
| 2010 | 311,318     |               | 28,851           |